# Strajki szkolne w Prusach Zachodnich (1906–1907)

Prowincja Prusy Zachodnie w granicach sprzed 1920 r.

Strajki szkolne w prowincji Prusy Zachodnie, obejmującej tereny Pomorza Gdańskiego, Krajny, ziemi malborskiej, Powiśla oraz ziemi chełmińskiej i lubawskiej (w ramach dwóch rejencji: gdańskiej i kwidzyńskiej), przeprowadzone w latach 1906−1907, były następstwem pruskiej polityki szkolnej, która od lat 60. XIX w. zmierzała konsekwentnie do całkowitego wyrugowania języka polskiego z nauczania w szkołach ludowych (elementarnych), tj. już na najniższym etapie edukacji szkolnej.

## Przyczyny strajków szkolnych w Prusach Zachodnich
Bezpośrednią inspiracją dla społeczeństwa polskiego w Prusach Zachodnich były działania Polaków w prowincji poznańskiej, gdzie w latach 1900-1905 doszło do serii strajków szkolnych mających na celu zatrzymanie procesu germanizacji nauczania religii w szkołach ludowych, ze słynnym strajkiem dzieci we Wrześni (1901) na czele. Szczególne nasilenie tych protestów miało miejsce na przełomie lat 1906/07, kiedy to od nowego roku szkolnego (zaczynającego się wówczas 1 kwietnia) – pod naciskiem naczelnego prezesa prowincji Wilhelma von Waldowa – zaczęto wprowadzać język niemiecki w nauczaniu religii od najniższego oddziału we wszystkich szkołach ludowych, w których uczniowie wykazywali się dostateczną znajomością tego języka. W praktyce owa zasada była stosowana z dużą dowolnością, co natychmiast wywołało liczne protesty społeczeństwa polskiego. Od października 1906 r. protesty te przybrały formę spontanicznych strajków szkolnych, które w połowie listopada tego roku objęły ok. 760 szkół i prawie 47 tysięcy dzieci. W sumie we wszystkich powiatach rejencji poznańskiej i bydgoskiej w fazie największego nasilenia strajków liczba opornych dzieci dochodziła do 75 tys. w prawie 800 szkołach. Kluczową rolę w przeniesieniu wrzenia strajkowego do prowincji Prusy Zachodnie odegrała polska prasa, w tym zwłaszcza "Gazeta Grudziądzka", która na bieżąco informowała o wydarzeniach w Poznańskiem i podsycała nastroje antyrządowe.

## Przebieg strajków szkolnych w Prusach Zachodnich

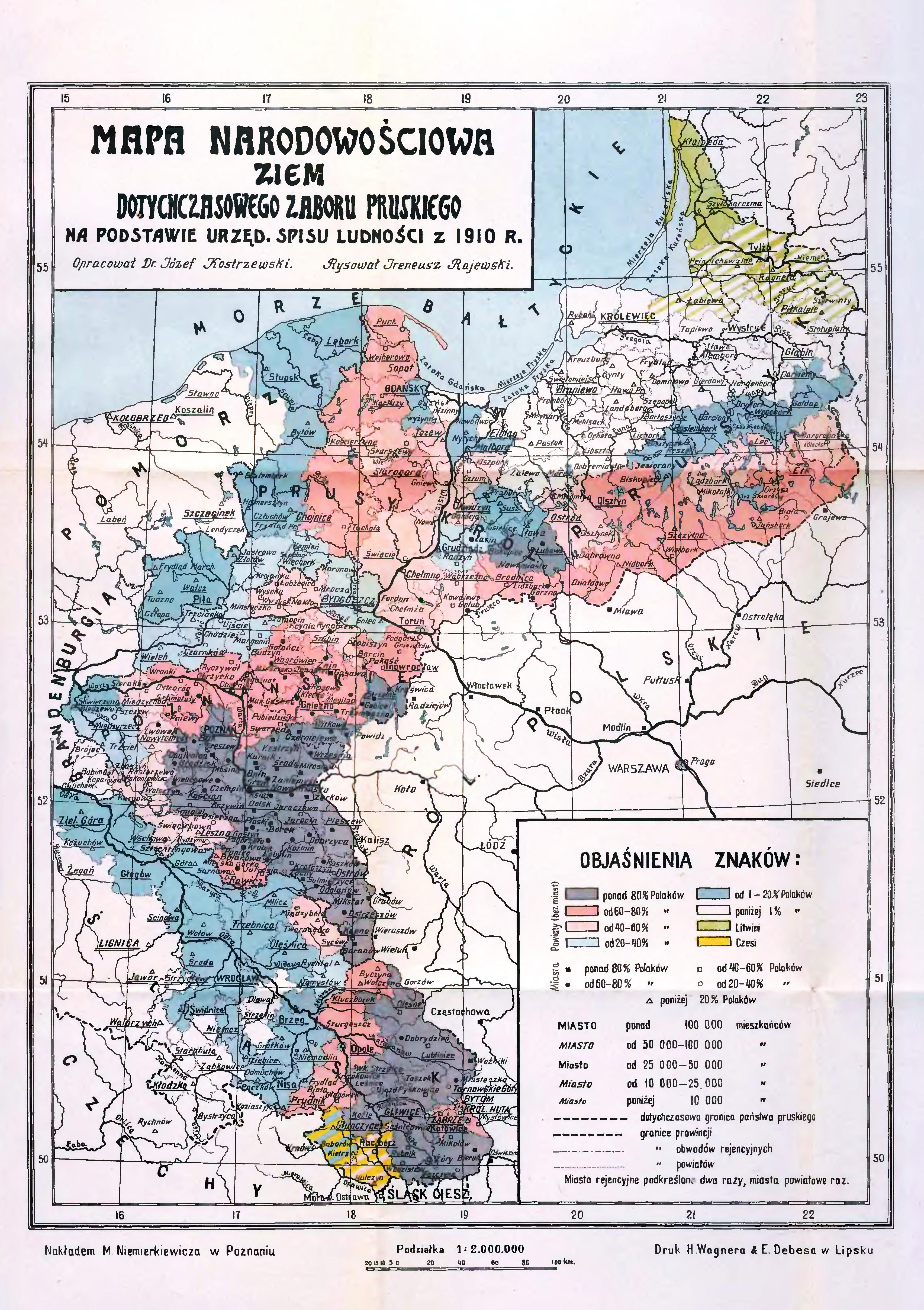
Mapa narodowościowa ziem zaboru pruskiego na podstawie spisu z 1910 r.

Strajki dzieci polskich na terenie Prus Zachodnich w latach 1906−1907 miały miejsce w 468 szkołach (na 1314 wszystkich szkół), z czego 346 w szkołach katolickich (co stanowiło 45,9% wszystkich tego rodzaju szkół), a 121 w szkołach symultannych, czyli wielowyznaniowych (ok. 30,2% tych szkół). Biorąc pod uwagę tylko szkoły katolickie i symultanne, czyli takie, do których uczęszczały dzieci polskie (lub kaszubskie), a było ich w sumie 1203, to strajki miały miejsce w ok. 38,9 % z tych szkół. Na terenie rejencji gdańskiej, obejmującej północną i środkową część Pomorza Gdańskiego, do strajku przystąpiły dzieci tylko z jednej szkoły w powiecie gdańskim wyżynnym (Karczemki), z 61 szkół w powiecie kartuskim, 25 szkół w powiecie kościerskim, 5 szkół w powiecie puckim, 53 szkół w powiecie starogardzkim,10 szkół w powiecie tczewskim i 16 szkół w powiecie wejherowskim. Na terenie rejencji kwidzyńskiej strajkowały dzieci w 28 szkołach powiatu brodnickiego, 15 szkołach powiatu chełmińskiego, 30 szkołach powiatu chojnickiego, 11 szkołach powiatu człuchowskiego, 12 szkołach powiatu grudziądzkiego, 26 szkołach powiatu kwidzyńskiego, 55 szkołach powiatu lubawskiego, 3 szkołach powiatu sztumskiego, 38 szkołach powiatu świeckiego, 30 szkołach powiatu toruńskiego, 20 szkołach powiatu tucholskiego, 20 szkołach powiatu wąbrzeskiego i 8 szkołach powiatu złotowskiego. Ani jednego strajku nie odnotowano w powiatach elbląskim, gdańskim nizinnym i malborskim (obejmowały one przede wszystkim Żuławy Wiślane) w rejencji gdańskiej oraz powiatach suskim i wałeckim w rejencji kwidzyńskiej, zamieszkanych głównie przez ludność niemiecką. W liczbach bezwzględnych, które są trudne do pełnego oszacowania ze względu na notoryczne fałszowanie (zaniżanie) danych przez nauczycieli i władze oświatowe, było to co najmniej 4330 strajkujących dzieci w rejencji gdańskiej (najwięcej w pow. kartuskim – ok. 1960 i pow. starogardzkim – 1510) oraz ponad 11574 dzieci w rejencji kwidzyńskiej (w tym w pow. toruńskim – 2750 dzieci, pow. lubawskim – 2260, pow. chojnickim – 1600, pow. świeckim – 1550). W sumie zatem strajkowało co najmniej 15794 uczniów (dane pewne), jest jednak bardzo prawdopodobne, iż rzeczywista liczba dzieci biorących udział w strajkach była co najmniej o kilka tysięcy wyższa i objęła minimum 10% wszystkich uczniów szkół ludowych (katolickich i symultannych) w tej prowincji. Powyższe dane są zasadniczo adekwatne do rozmieszczenia ludności polskiej (lub kaszubskiej) w poszczególnych powiatach prowincji, z wyjątkiem powiatu puckiego, gdzie odnotowano tylko 5 strajków chociaż ludność kaszubsko- lub polskojęzyczna tego powiatu stanowiła prawie 69% ogółu mieszkańców.

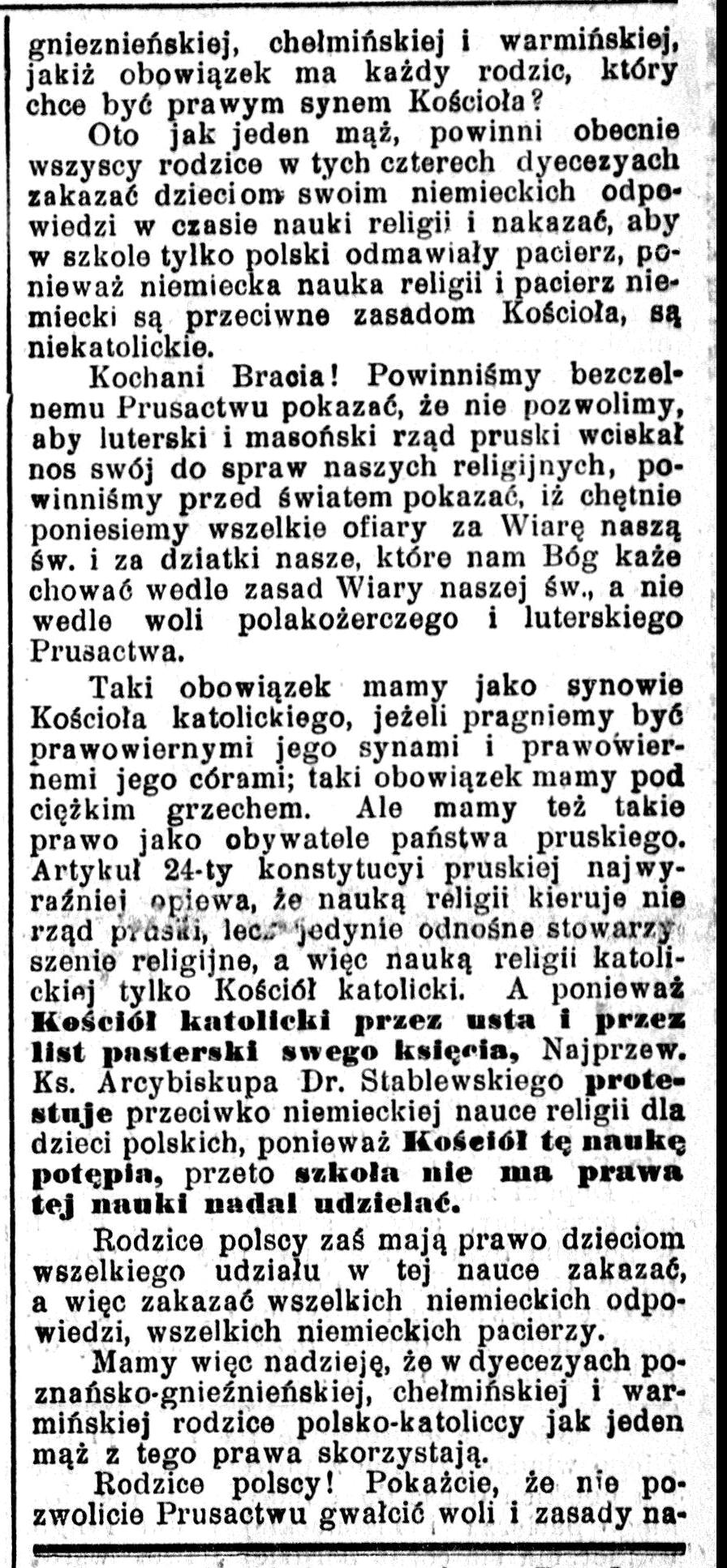
Fragment artykułu redakcyjnego z "Gazety Grudziądzkiej" nawołującego do podjęcia akcji strajkowej (nr 126, 20 X 1906 r.).

W strajkach brały udział dzieci pochodzenia chłopskiego, robotniczego i rzemieślniczego, nie uczestniczyły w nich natomiast dzieci z rodzin ziemiańskich oraz inteligenckich, co wynikało z tego, że elity polskiego ruchu narodowego preferowały legalistyczne formy walki z germanizacją. Trzeba jednak zaznaczyć, że dzieci z zamożniejszych rodzin ziemiańskich lub inteligenckich z reguły nie uczęszczały do szkół ludowych. Tylko kilkanaście strajków zorganizowano w miastach, zazwyczaj niezbyt dużych, pozostałe przeprowadziła ludność wiejska. Istotną rolę w rozwoju akcji strajkowej, zwłaszcza w powiecie lubawskim, dekanacie lidzbarskim, górzneńskim, w powiecie złotowskim czy w parafii Osiek pod Starogardem Gdańskim, odegrało niższe duchowieństwo polskie, które współorganizowało wiece szkolne, często inicjowało strajki, czynnie je popierało, za co było karane grzywnami lub więzieniem. Obok księży w akcje strajkową czynnie zaangażowali się również polscy dziennikarze, przede wszystkim z "Gazety Grudziądzkiej", pelplińskiego "Pielgrzyma" i "Gazety Gdańskiej".
Typowy strajk szkolny w Prusach Zachodnich, wzorowany na strajkach wielkopolskich, miał następujący przebieg. Dzieci przed lekcją religii wręczały nauczycielowi pismo od rodziców z prośbą o udzielanie nauk katechizmowych w języku polskim i informacją o zakazie uczestnictwa tychże dzieci w lekcjach religii po niemiecku. Pisma te były redagowane po polsku i niemiecku, i podpisywane zazwyczaj przez ojców, ewentualnie prawnych opiekunów lub matki-wdowy. Po wręczeniu petycji uczniowie rozpoczynali lekcje pozdrowieniem "Niech będzie pochwalony Jezus Chrystus" i odmówieniem polskiego pacierza. W trakcie lekcji dzieci na zadawane po niemiecku pytania odpowiadały po polsku lub milczały. Bezpośrednimi inicjatorami strajku były zawsze najstarsze dzieci w szkole. Czasami strajki przybierały nietypowe formy, polegające np. na publicznym niszczeniu (darciu, paleniu) niemieckojęzycznych podręczników do nauki religii, zwracaniu nauczycielom tychże podręczników, przynoszeniu na lekcje polskich katechizmów, organizowaniu pochodów pod przydrożne krzyże, rozszerzaniu strajku na inne przedmioty, a nawet demolowaniu budynków mieszkalnych nauczycieli (!). W Błądzimiu (pow. świecki) kilkunastu chłopców urządziło w szkole "kocią muzykę", bijąc w garnki, miski i dzbanki. W Szarłacie (pow. kartuski) dzieci przyniosły do szkoły noże i gwoździe. W Piechowicach (pow. kościerski) w zemście za brutalne traktowanie dokonano zamachu (!) na niemieckiego nauczyciela za pomocą bomby wrzuconej do mieszkania, która zatrzymała się na ramie okiennej.
Według niepotwierdzonych informacji pierwszy strajk w Prusach Zachodnich rozpoczął się już 11 lipca 1906 r. w Rątach w pow. kartuskim. Według kroniki szkolnej z Pałubina w pow. kościerskim tamtejszy strajk miał się rozpocząć 16 lipca 1906 r. Obydwa wydarzenia, jeśli do nich rzeczywiście doszło, musiały mieć charakter krótkotrwały, incydentalny, gdyż pod koniec lipca zaczynały się wakacje letnie. We wrześniu 1906 r. odnotowano tylko dwa przypadki rozpoczęcia strajków, natomiast prawdziwa lawina ruszyła od 22 października (który wypadał w poniedziałek), tj. po zakończeniu krótkiej przerwy jesiennej związanej z kopaniem ziemniaków (niem. Kartofelferien). W październiku odnotowano 63 nowe strajki, a szczyt akcji strajkowej przypada na listopad, kiedy to zastrajkowały dzieci w 280 szkołach obu rejencji. W grudniu strajki wybuchły już tylko w 46 szkołach. Do końca 1906 r. strajki objęły 391 szkół, w tym 255 w rejencji kwidzyńskiej i 136 w rejencji gdańskiej. W styczniu 1907 r. do strajków przyłączyły się dzieci z 16 szkół, a w lutym już tylko z dwóch. W przypadku 58 szkół nie ustalono miesiąca rozpoczęcia strajku. Rozpoczynanie strajków jesienią, w październiku i listopadzie, miało niewątpliwe związek z zakończeniem najważniejszych prac polowych, co pozwalało rodzicom zaangażować się w innego rodzaju działania. Ze względu na brak materiałów źródłowych trudno precyzyjnie ustalić, jak długo trwały poszczególne strajki. W wielu przypadkach odnotowano tylko ich początek lub sam fakt występowania. Długotrwałość strajków była na pewno bardzo zróżnicowana, niektóre wygasły już po kilku czy kilkunastu dniach wskutek ostrych represji zastosowanych przez nauczyciela, inne ciągnęły się aż do wiosny 1907 r.  W oficjalnych raportach często informowano o zakończeniu strajku, podczas gdy z innych źródeł wiadomo, że w ograniczonej formie trwały one nadal. Nauczyciele i inspektorzy szkolni starali się, co oczywiste, umniejszyć ich znaczenie i zasięg przed wyższymi władzami.

## Lista miejscowości, w których odbyły się strajki szkolne[10]
| L.p. | Nazwa miejscowości (współczesna)       | Powiat (w latach 1906-07) | Powiat (współcześnie) | Gmina (współcześnie)  | Początek i długość strajku                                        | Znani uczestnicy strajku |
| ---- | -------------------------------------- | ------------------------- | --------------------- | --------------------- | ----------------------------------------------------------------- | --- |
|      | Barłożno                               | starogardzki              | starogardzki          | Skórcz                | 2 poł. X 1906                                                     | Gawrzyjał |
|      | Bącz                                   | kartuski                  | kartuski              | Kartuzy               | 1 poł. I 1907                                                     | Myszkowscy, Borowiakowie |
|      | Będargowo                              | wejherowski               | wejherowski           | Szemud                | pocz. XII – kon. XII 1906                                         | dzieci z rodziny Pomimo |
|      | Bielsk                                 | kwidzyński                | tczewski              | Morzeszczyn           | 20 XI 1906                                                        | H., I. Nowakowskie, M. Ostrowska |
|      | Bielsk                                 | wąbrzeski                 | golubsko-dobrzyński   | Kowalewo Pomorskie    | pocz. XI 1906                                                     | |
|      | Bierzgłowo                             | toruński                  | toruński              | Łubianka              | 2 XI – 22 XII 1906; 3 I – 28 II 1907                              | A. Ordon, T. Kruszewski, P. Ziółkowski, F. Marchlik, R. Koperska, J. Kasprzykowski, A. Hoffman, F. Gurzyński, F. Zaremba, F. Zakierski, A. Brzyski, J. Wilkowski, W. Jaworski, W. Kawecki, T. Syrocki, T, Jankowski, M. Celmer, F. Klamer, J. Kwiatkowski, J. Rogalski, P. Lewandowski, M. Wronkowski, J. Zieliński, P., J. Rutkowscy, J. Bukowski, P. Niewiarska, A. Sadecka, A. Wilkowski |
|      | Biskupice                              | toruński                  | toruński              | Łubianka              | 2 poł. X – 25 XII 1906*                                           | |
|      | Blumeny                                | grudziądzki               |                       |                       | 1 poł. XI – XII 1906                                              | |
|      | Błądzim                                | świecki                   | świecki               | Lniano                | 2 poł. XI – 1 poł. XII 1906*                                      | |
|      | Bobowo                                 | starogardzki              | starogardzki          | Bobowo                | pocz. XI – kon. XI 1906 (osłabienie strajku)                      | Janca, Błażek, Zblewski |
|      | Bojano                                 | wejherowski               | wejherowski           | Szemud                | 22 XII 1906 (1 dzień)                                             | |
|      | Boleszyn                               | brodnicki                 | nowomiejski           | Grodziczno            | brak danych                                                       | |
|      | Bolumin                                | chełmiński                | chełmiński            | Dąbrowa Chełmińska    | 2 poł. XI 1906                                                    | |
|      | Borek                                  | kartuski                  | kartuski              | Sulęczyno             | 29 XI 1906                                                        | |
|      | Borkowo                                | starogardzki              | tczewski              | Morzeszczyn           | 30 X – 30 XII 1906*                                               | W. Śliszewska, L. Stanisławska |
|      | Borowy Las                             | kartuski                  | kartuski              | Sierakowice           | 2 poł. II 1907                                                    | Meronek |
|      | Borowy Młyn                            | człuchowski               | bytowski              | Lipnica               | X 1906                                                            | |
|      | Borzestowo                             | kartuski                  | kartuski              | Chmielno              | pocz. XII 1906                                                    | Robakowscy, Kwidzińscy |
|      | Borzyszkowy                            | człuchowski               | bytowski              | Lipnica               | 1 poł. XI 1906                                                    | L. Mayer, Żółtkowski |
|      | Bratian                                | lubawski                  | nowomiejski           | Nowe Miasto Lubawskie | 1 poł. XI 1906 (4 tygodnie)                                       | J. Orłowski, F. Peplińska, A. Tarnowska, A. Tkaczyk, J. Meller, W. Lietz, Jentkiewiczowie |
|      | Bratuszewo                             | lubawski                  | nowomiejski           | Kurzętnik             | ok. 1 tygodnia                                                    | |
|      | Brodnica Górna                         | kartuski                  | kartuski              | Kartuzy               | 1 poł. XII 1906                                                   | |
|      | Bruk                                   | pucki                     |                       |                       | 2 II 1907                                                         | |
|      | Brusy                                  | chojnicki                 | chojnicki             | miasto                | 16 XI 1906 – 26 II 1907*                                          | Piekarski, Libera, Trepkowski, B., J., J. Synakowie, M. i W. Orłowscy, Stodolski |
|      | Bryńsk                                 | brodnicki                 | działdowski           | Lidzbark              | 15 XI 1906                                                        | |
|      | Brzemiona                              | świecki                   | świecki               | Lniano                | pocz. I – pocz. II 1907*                                          | |
|      | Brzeziny                               | świecki                   | świecki               | Osie                  | 2 poł. XI 1906                                                    | |
|      | Brzeźno                                | człuchowski               | człuchowski           | Człuchów              | ok. 15 XI 1906                                                    | Kiedrowski |
|      | Brzeźno Wielkie                        | starogardzki              | starogardzki          | Brzeźno Wielkie       | pocz. XI 1906 – 17 VI 1907*                                       | |
|      | Brzozie                                | brodnicki                 | brodnicki             | Brzozie               | 5 XI 1906 – 12 IV 1907                                            | |
|      | Bysław                                 | tucholski                 | tucholski             | Lubiewo               | 8 XII 1906                                                        | Sieradzcy |
|      | Bysławek                               | tucholski                 | tucholski             | Lubiewo               | 3 XI 1906 – 21 IV 1907                                            | I. Giersz, Ciżmowski, Pankanin, Jakubowski, Figiel, Muzioł, Idzikowski, Kasprowicz, Donarski, Kłosowski, Drzycimski, Pieczka, Sieracki, Zalewski, Sobacki, Kitowski, Kobierowski, Pryll, Jaworski, Kwieciński, Krzemkowski, Górecki, Czerwiński, Dończyk, Pilarski, Górski |
|      | Byszwałd                               | lubawski                  | iławski               | Lubawa                | XI 1906 (ok. 2 tygodni)                                           | W. Lipiński, L. Nidzworski |
|      | Bytonia                                | starogardzki              | starogardzki          | Zblewo                | 1 poł. XI 1906                                                    | F. Matuszek |
|      | Bukowiny                               | kwidzyński                | starogardzki          | Osiek                 | 2 poł. X 1906 – 21 VII 1907                                       | J., K., J. Leppkowie, S., M. Janiccy, W., K., D. Fryckowscy, R., I., J. Chabowscy, F., A., Z. Knuthowie, B., A., W., B. Reszkowie, J., J., B., B. Wedelowie, R., L., M., F., B. Janiccy, Z., R. Czerwińskie, M., B. Komejonowie, L. Jagla, J. Gardzielewski, J. Drost, A. Chmarzyńska, S. Kruczkowski, L. Orzechowska |
|      | Cekcyn                                 | tucholski                 | tucholski             | Cekcyn                | 2 poł. XI 1906 – IV 1907*                                         | Szymański |
|      | Charzykowy                             | chojnicki                 | chojnicki             | Chojnice              | kon. XII 1906                                                     | |
|      | Chełmno (I) [szkoła męska]             | chełmiński                | chełmiński            | miasto                | pocz. XI 1906                                                     | |
|      | Chełmno (II) [szkoła żeńska]           | chełmiński                | chełmiński            | miasto                | pocz. XI 1906                                                     | R. Czarnecka, M. i B. Kalinowskie, J. i A. Sochaczewskie, Ogonowska |
|      | Chełmża (I) [szkoła męska]             | toruński                  | toruński              | miasto                | 22 X 1906 – 13 III 1907                                           | J. Cyrankowski, F. Krzyżaniak, A. Makowski, J. Mapka, J. Strybicki, J. Włodarski |
|      | Chełmża (II) [szkoła żeńska]           | toruński                  | toruński              | miasto                | 22 X 1906 – 5 IV 1907                                             | Jarzemska, Krüger, Krasińskie, Stefańska, Świechowicz, Suchomska, Czerwińska, Kosińska, Depczyńska, K. Wróblewska |
|      | Chmielno                               | kartuski                  | kartuski              | Chmielno              | 5 XI 1906 – pocz. XII 1906*                                       | |
|      | Chośnica                               | kartuski                  | bytowski              | Parchowo              | 1 XII 1906                                                        | |
|      | Chrośle                                | lubawski                  | nowomiejski           | Nowe Miasto Lubawskie | 2 poł. XI 1906                                                    | F. Wasilewski |
|      | Chwarzno                               | chojnicki                 | kościerski            | Stara Kiszewa         | 22 X 1906                                                         | |
|      | Ciche                                  | lubawski                  | brodnicki             | Zbiczno               | IX 1906 (1 tydzień); od 8 XI 1906                                 | |
|      | Ciecholewy                             | starogardzki              | starogardzki          | Starogard Gdański     | 1 poł. XI 1906                                                    | |
|      | Cieciorka                              | kościerski                | starogardzki          | Kaliska               | 30 XI 1906                                                        | O. Buchholc, W. Bartz, S. Bliszke, B. Brzeski, Z. i W. Englerowie, F. Kowalewski, M. Łangowska, L. Mania, L. Narloch |
|      | Ciepłe                                 | kwidzyński                | tczewski              | Gniew                 | pocz. XI 1906                                                     | |
|      | Cieszenie                              | kartuski                  | kartuski              | Chmielno              | 2 poł. XII 1906 – pocz. II 1907*                                  | |
|      | Cis                                    | kościerski                | starogardzki          | Zblewo                | 5 XI – XII 1906                                                   | |
|      | Czatkowy                               | tczewski                  | tczewski              | Tczew                 | 8 XI – 29 XII 1906                                                | J. Wesołowski, A. Murawska, M. Klein, L. Makowska, B. Liss, L. Szarmach, H. von Grabowski, F. Dunajski, F. Zieliński |
|      | Czarlin                                | tczewski                  | tczewski              | Tczew                 | 1 poł. XI 1906 (1 dzień)                                          | |
|      | Czarna Woda                            | starogardzki              | starogardzki          | miasto                | 2 poł. XI 1906                                                    | J. Zygowski |
|      | Czarnowo                               | chojnicki                 | chojnicki             | Brusy                 | 29 XI 1906 – 11 IV 1907                                           | Warszyńscy, Lewiński, Brunke, von Plata, Dubbek, Dorawowie, Bruski, Narloch, Sielski, Rekowski, Szeffler, Hamerski |
|      | Czarnylas                              | starogardzki              | starogardzki          | Skórcz                | 30 X – 9 XI 1906                                                  | F. Kitta, L. Ceyer, M. Nierzwicka, M. Gajdus, J. Jasiński |
|      | Czarże                                 | chełmiński                | chełmiński            | Dąbrowa Chełmińska    | 2 poł. XI 1906 – 7 III 1907                                       | Bukowscy |
|      | Czersk                                 | chojnicki                 | chojnicki             | miasto                | 5 XI 1906 – 18 IV 1907                                            | G., G. Andryszkowskie, F., W. Banach, F.M. Bannach, K. Bartel, J. Bielicki, K. Bieniek, J. Bieliński, K., Z. Biliszewscy, G. Błocińska, J. Brilski, J. Brzeska, A. Brzezińska, J., R. Brzoskowscy, E. Brugier, L. Cisewska, M. Chabowska, W. Czapiewska, A., J. Czekallowie, J. Czewiński, J. Ćwikliński, F. Datta, J. Drewek, J. Ebertowski, J. Gierszewski, L., F. Giłkowie, B., L., L. Glazowie, S., T. Gliszczyńskie, C. Gołuńska, A. Gostomski, A. Górnowicz, E. Greger, J., M. Gwizdała, C. Hoffmann, M. Homa, M., T. Jasnochowie, S. Jakubowski, M. Jednoralski, M., Z. Jutrzenka, L. Kahlau, J., F. Kamińscy, J. Kałduńska, A., J., F. Karczowie, F. Karczyńska, A., A., J., M., W., W. Kitowscy, J. Klaśnicki, E., P., W., Kreńscy, F. Kuczyńska, A. Kłodzińska, S. Kniter, J., M. Kościńscy, A. Kreński, F. Kuryciński, J., F., M., F. Kryczykowie, A., L. T. Krügerowie, W. Kubicki, F. Lamczyk, F., F., A. Lellowie, A. Lewińska, M. Linda, A., E., Litzmann, A. Look, A. Lubiński, J. Łangowski, A., J. Łońskie, E., F. Marchlewskie, J. Mazolon, A. Michalka, B. Mikułła, J., F. Milochowie, B. Minikowski, A. Modrzejewski, T., T. Morzuch, H. Muchowska, J. Mrozik, F. Müller, W. Nabożna, J. Nakielski, J., J., M., W., W. Narlochowie, J. Napiontek, J., F., A. Niedzielscy, B., F. Niedziurawscy, A. Niemczyk, A. Nowak, L., F., J., E. T. Ossowscy, F. Pasternacka, M., Z. Pruskie, M., F. Reccy, A., B. Repińscy, F. Ruhnke, J. Pacek, M. Patrzykowska, B., M. Pastwowie, A., K., A., F., R., S. Peplińscy, M. Pega, J., F. Piekarscy, J. Polszyński, C., F., K. Prochowie, A., B. Pruscy, B. Raczkowski, O., P. Sabiniarz, F., F., P. Sankowscy, , A. Schneider, M. Sikora, M. Sieger, M. Skok, J., F. Smaglińscy, F. Słomiński, F., T. Suszek, M. Szarafian, A., F., Ł., W. Szprengowie, J. Szynwelski, S. Stoppa, W. Stabbe, F. Sumiński, W., Z. Tocha, A., W. Truskawa, M. Trzebiatowska, W. Ufnowski, J. Wesołowski, F. Weiland, W., A., A., L. Wiśniewscy, I. Włoch, A., L. Wonsowie, J., J. Wróblowie, P. Wysocka, S., Z., R. Zielińscy, F. Żablińska, B., I. Zabroccy, A., J. Żalikowskie |
|      | Czyczkowy                              | chojnicki                 | chojnicki             | Brusy                 | 29 XI 1906                                                        | |
|      | Dąbrowa                                | starogardzki              | starogardzki          | Kaliska               | pocz. XII 1906                                                    | |
|      | Dąbrowa Chełmińska                     | chełmiński                | chełmiński            | Dąbrowa Chełmińska    | pocz. XI 1906                                                     | Kuchta, Cebula |
|      | Dąbrowa Człuchowska                    | człuchowski               | człuchowski           | Przechlewo            | wiosna 1907                                                       | |
|      | Dąbrówka                               | kwidzyński                | tczewski              | Gniew                 | pocz. XI – XII 1906*                                              | Kuchtowie, Wyrwiccy |
|      | Dąbrówka                               | starogardzki              | starogardzki          | Starogard Gdański     | 9–29 XI 1906                                                      | W., J., R. Góreccy, W., M. Kamińskie, Z. Łosińska, P. Karczyński, J. Kochanowski, J. Wodzeń, W. Mieliwek, A. Lewandowski, L. Czubek, F. Sawoliński, R. Gonsakowska, A. Ossowski, Z. Gałkowska |
|      | Dąbrówka                               | świecki                   | świecki               | Drzycim               | 2 XI 1906 – 1 IV 1907                                             | F. Badziąg, J. Buławski, A. Młotek, F. Pawlikowski, M. Szeliga, J. Śmigerski, A., M. Tramowscy, T. Woźny, J. Górski |
|      | Dębin                                  | lubawski                  |                       |                       | brak danych                                                       | |
|      | Dębiniec                               | grudziądzki               |                       |                       | kon. X 1906                                                       | |
|      | Długie Pole                            | starogardzki              |                       |                       | pocz. XI 1906 – kon. I 1907*                                      | |
|      | Dobrzewino                             | wejherowski               | wejherowski           | Szemud                | 1 poł. XI 1906                                                    | |
|      | Donimierz                              | wejherowski               | wejherowski           | Szemud                | 2 poł. XI – kon. XII 1906                                         | |
|      | Drzonowo                               | chełmiński                | chełmiński            | Lisewo                | 2 poł. XI 1906                                                    | |
|      | Dzierżążno                             | kartuski                  | kartuski              | Kartuzy               | 2 poł. XI 1906                                                    | |
|      | Dzierżążno                             | kwidzyński                | tczewski              | Morzeszczyn           | 6 XI 1906 )1 dzień); XII 1906 (1 tydzień)                         | A. Murawska, W. Nötzel, Grabowska |
|      | Ełganowo                               | tczewski                  | gdański               | Trąbki Wielkie        | 2 poł. XI 1906                                                    | |
|      | Frąca                                  | kwidzyński                | starogardzki          | Smętowo Graniczne     | 1 poł. XI 1906 – 7 V 1907*                                        | Kordeccy |
|      | Gacki                                  | świecki                   | świecki               | Drzycim               | 2 poł. XI – 1 poł. XII 1906*                                      | |
|      | Gałczewko                              | wąbrzeski                 | golubsko-dobrzyński   | Golub-Dobrzyń         | kon. X 1906                                                       | A. Siatkowska |
|      | Garcz                                  | kartuski                  | kartuski              | Chmielno              | ok. 6 XI 1906                                                     | Roszkowscy, Stankowscy, Reszka, Sikora |
|      | Garczyn                                | kościerski                | kościerski            | Kościerzyna           | 1 poł. XI 1906                                                    | |
|      | Gardeja                                | kwidzyński                | kwidzyński            | Gardeja               | 2 poł. XI – XII 1906*                                             | J. Żuchowska, W. Klein |
|      | Gąsiorki                               | starogardzki              | tczewski              | Morzeszczyn           | 22 X 1906 – 5 IV 1907                                             | E., J. Krause, J. Fergun, A. Ostrowska, A. Krefft, W. Koprowski, T. Heidacki, K. Kordecki, S. Pawłowski, B. Kontka, L. Mokwa, A. Jabłońska, Z. Kordecka, J. Czarnecki, German, M. Gzela, T. Jamrowski, L. Möller, S. Parolewski, A. Winter |
|      | Gętomie                                | starogardzki              | tczewski              | Morzeszczyn           | pocz. XI 1906 – 1 I 1907*                                         | |
|      | Gierkowo                               | toruński                  | toruński              | Zławieś Wielka        | 6 XII 1906                                                        | |
|      | Głazica                                | wejherowski               | wejherowski           | Szemud                | 2 poł. XI 1906                                                    | |
|      | Głęboczek                              | brodnicki                 | lipnowski             | Chrostkowo            | brak danych                                                       | |
|      | Gniew                                  | kwidzyński                | tczewski              | miasto                | brak danych                                                       | B., J. Knuthowie, A. Klein |
|      | Gnieżdżewo                             | pucki                     | pucki                 | Puck                  | 2 poł. XI 1906                                                    | |
|      | Gogolewo                               | kwidzyński                | tczewski              | Gniew                 | pocz. XII 1906 (bardzo krótko)                                    | |
|      | Gołczewo                               | kartuski                  | bytowski              | Parchowo              | 2 poł. XI 1906 – 1 poł. I 1907*                                   | |
|      | Gorczenica                             | brodnicki                 | brodnicki             | Brodnica              | 5 XI 1906                                                         | |
|      | Golub                                  | wąbrzeski                 | golubsko-dobrzyński   | miasto                | pocz. XI 1906 – pocz. III 1907                                    | J.R. Przedpełscy, M. Szynkiewicz, L. Kurzyński, W. Tylicka, Gardzielewska |
|      | Goręczyno                              | kartuski                  | kartuski              | Somonino              | kon. X 1906                                                       | |
|      | Gorzuchowo                             | chełmiński                | chełmiński            | Stolno                | 2 poł. XI 1906                                                    | |
|      | Gostomie                               | kartuski                  | kościerski            | Kościerzyna           | 2 poł. XI 1906 – 1 poł. I 1907*                                   | |
|      | Gostycyn                               | tucholski                 | tucholski             | Gostycyn              | 1 poł. XI 1906                                                    | Cismowscy, Niemczykowie, A. Gómińska |
|      | Gowidlino                              | kartuski                  | kartuski              | Sierakowice           | 2 poł. XI 1906                                                    | Pawelczykowie, Bigusowie |
|      | Górzno                                 | brodnicki                 | brodnicki             | miasto                | pocz. XII 1906                                                    | K. Wiśniewski |
|      | Grabie                                 | toruński                  |                       |                       | 2 poł. XI 1906                                                    | |
|      | Grabowiec                              | grudziądzki               | grudziądzki           | Grudziądz             | pocz. XI 1906                                                     | |
|      | Grabowiec                              | toruński                  | toruński              | Lubicz                | 2 poł. X 1906                                                     | A. Cejrowski, A., J., T. Straussowie |
|      | Grabowo                                | lubawski                  | iławski               | Lubawa                | 26 XI 1906 – 21 I 1907                                            | M. Kołecka, K. Radzymińska |
|      | Grabowo                                | świecki                   | świecki               | Pruszcz               | 2 poł. X 1906 – 1 poł. I 1907*                                    | Świetlikowie |
|      | Grabowo                                | starogardzki              | starogardzki          | Bobowo                | 18 X 1906, 9–10 XI, 15 XI, 19 XI, 22 XI 1906                      | |
|      | Grabówko                               | świecki                   | świecki               | Pruszcz               | pocz. XI 1906                                                     | |
|      | Grążawy                                | brodnicki                 | brodnicki             | Bartniczka            | brak danych                                                       | |
|      | Gręblin                                | kwidzyński                | tczewski              | Pelplin               | pocz. XII 1906                                                    | |
|      | Grodziczno                             | lubawski                  | nowomiejski           | Grodziczno            | pocz. XI 1906                                                     | |
|      | Gronowo                                | lubawski                  | działdowski           | Rybno                 | kon. XI 1906 (1 tydzień)                                          | |
|      | Gruczno                                | świecki                   | świecki               | Świecie               | pocz. XI 1906                                                     | |
|      | Gruta                                  | grudziądzki               | grudziądzki           | Gruta                 | brak danych                                                       | |
|      | Gryźliny                               | lubawski                  | nowomiejski           | Nowe Miasto Lubawskie | XI 1906 – kon. I 1907                                             | A. Podowski |
|      | Grzybno                                | kartuski                  | kartuski              | Kartuzy               | 15–17 XI 1906                                                     | |
|      | Grzywna                                | toruński                  | toruński              | Chełmża               | 24 X 1906 – 28 II 1907                                            | |
|      | Gutowiec                               | chojnicki                 | chojnicki             | Czersk                | 1 XII 1906                                                        | |
|      | Gwiździny                              | lubawski                  | nowomiejski           | Nowe Miasto Lubawskie | 13 XI 1906                                                        | |
|      | Gzin                                   | chełmiński                | bydgoski              | Dąbrowa Chełmińska    | 1 poł. XI 1906                                                    | |
|      | Hartowiec                              | lubawski                  | działdowski           | Rybno                 | 20 XI 1906                                                        | B. Knowski |
|      | Iwiczno                                | starogardzki              | starogardzki          | Kaliska               | 2 XI 1906 – 16 III 1907                                           | |
|      | Jabłowo                                | starogardzki              | starogardzki          | Starogard Gdański     | 18 XI 1906 – 18 III 1907                                          | |
|      | Jamielnik                              | lubawski                  | nowomiejski           | Nowe Miasto Lubawskie | XI 1906 (1 miesiąc)                                               | |
|      | Janówek                                | brodnicki                 |                       |                       | 10 X 1906                                                         | |
|      | Jaroszewy                              | kościerski                | starogardzki          | Skarszewy             | 13 XI 1906                                                        | |
|      | Jastrzębie                             | brodnicki                 | brodnicki             | Bartniczka            | 2 poł. XI 1906                                                    | |
|      | Jastrzębie                             | starogardzki              | starogardzki          | Osieczna              | 2 poł. XI 1906                                                    | |
|      | Jaźwiska                               | kwidzyński                | tczewski              | Gniew                 | 1 poł. XI 1906                                                    | K. Fiedler, J., J. Czyżewscy, Z. Brzeska |
|      | Jeglia                                 | lubawski                  | działdowski           | Rybno                 | kon. XI 1906 (1 tydzień)                                          | F. Sinicki |
|      | Jeleń                                  | brodnicki                 | działdowski           | Lidzbark              | 2 poł. XI – XII 1906                                              | |
|      | Jeleń                                  | kwidzyński                | tczewski              | Gniew                 | 2 poł. XI – XII 1906*                                             | |
|      | Jeżewnica                              | świecki                   | świecki               | Warlubie              | pocz. XI 1906                                                     | J. Mazur |
|      | Jeżewo                                 | świecki                   | świecki               | Jeżewo                | 14 XI 1906                                                        | Łątkowska |
|      | Kaliska                                | starogardzki              | starogardzki          | Kaliska               | 2 poł. XI 1906                                                    | Wróblewscy, Janiccy, Orlikowscy, Szmidtowie, Lampkowscy, Klukowie |
|      | Kalisz                                 | kościerski                | kościerski            | Dziemiany             | XI 1906                                                           | M. Szyszka, B. Kobierzyński, J. Sprawka, T. Peplińska, A. Rybiński, M. Laski, Lemańczykowie |
|      | Kamienica Szlachecka                   | kartuski                  | kartuski              | Stężyca               | 1 poł. XI 1906                                                    | |
|      | Kamionka                               | kwidzyński                | kwidzyński            | Kwidzyn               | 2 poł. XI 1906                                                    | |
|      | Kamionka                               | lubawski                  | nowomiejski           | Kurzętnik             | 22 X 1906 – 28 II 1907                                            | |
|      | Kamionki Małe                          | toruński                  | toruński              | Łysomice              |                                                                   | |
|      | Karolewo                               | starogardzki              | starogardzki          | Zblewo                | 5 XI 1906 – 19 I 1907                                             | |
|      | Karpno                                 | człuchowski               | bytowski              | Lipnica               | 2 poł. I – pocz. II 1907                                          | |
|      | Karsin                                 | chojnicki                 | kościerski            | Karsin                | 29 XI 1906 (krótko)                                               | |
|      | Karszanek                              | starogardzki              | starogardzki          | Osiek                 | 13 X 1906 – III 1907                                              | Ossowski, Rogowski |
|      | Kartuzy                                | kartuski                  | kartuski              | miasto                | 2 poł. XI 1906                                                    | |
|      | Kasparus                               | starogardzki              | starogardzki          | Osiek                 | 8 I 1907                                                          | J. Andrearczyk, Kłomski, Bukowski, Kamiński, Kosecki, Makiła, Maryański, Mazurowski, Pankowski, Pawski, Pokorzyński, Alfuth, Jezierski, Marks, Szarmach, Wicichowski, Borowiecki, Grabowski, Prekop, Rydzewski, Rocławski, Dywel |
|      | Kaszczorek                             | toruński                  | toruński              | miasto Toruń          | 31 X – 2 po XII 1906*                                             | |
|      | Kiedrowice                             | człuchowski               | bytowski              | Lipnica               | brak danych                                                       | |
|      | Kieleńska Huta                         | wejherowski               | wejherowski           | Szemud                | 1 poł. XII 1906                                                   | |
|      | Kielno                                 | wejherowski               | wejherowski           | Szemud                | 2 poł. I 1907                                                     | |
|      | Kiełbasin                              | toruński                  | toruński              | Chełmża               | 22 X 1906                                                         | |
|      | Kiełpin                                | tucholski                 | tucholski             | Tuchola               | XI 1906 – 26 V 1907*                                              | B. Talaśka |
|      | Kiełpino                               | kartuski                  | kartuski              | Kartuzy               | XI 1906                                                           | |
|      | Klaniny                                | starogardzki              | starogardzki          | Osieczna              | 2 poł. XI 1906 – pocz. II 1907*                                   | |
|      | Klonowo                                | tucholski                 | tucholski             | Lubiewo               | pocz. XI 1906 – 19 III 1907*                                      | |
|      | Klonówka                               | starogardzki              | starogardzki          | Starogard Gdański     | 24 X 1906 – 18 IV 1907                                            | |
|      | Klukowa Huta                           | kartuski                  | kartuski              | Stężyca               | 2 poł. XII 1906 – 2 poł. II 1907*                                 | Daszkowscy |
|      | Kłanino                                | pucki                     | pucki                 | Krokowa               | 20 XI 1906                                                        | |
|      | Kłosówko                               | kartuski                  | kartuski              | Przodkowo             | XI 1906                                                           | |
|      | Kolonia                                | kartuski                  | kartuski              | Kartuzy               | brak danych                                                       | |
|      | Komierowo                              | złotowski                 | sępoleński            | Sępólno Krajeńskie    | 2 poł. XI – 2 poł. XII 1906                                       | J. Kostrzewska |
|      | Komorsk                                | świecki                   | świecki               | Warlubie              | 1 poł. XI – 2 poł. XII 1906*                                      | M. Górczyńska, W. Orzechowska, W. Wiśniewska, I., P. Nitka, Orzechowski, Szturmowski |
|      | Konarzyny                              | kościerski                | kościerski            | Stara Kiszewa         | 9 XI 1906 – 4 III 1907                                            | |
|      | Kończewice                             | świecki                   |                       |                       | 9pocz. XII 1906 – pocz. I 1907*                                   | |
|      | Kopaniarze                             | lubawski                  | działdowski           | Rybno                 | 1 tydzień                                                         | B. Protokowicz |
|      | Kopytkowo                              | kwidzyński                | starogardzki          | Smętowo Graniczne     | 1 poł. XI 1906                                                    | |
|      | Korne                                  | kościerski                | kościerski            | Kościerzyna           | II poł. XI 1906                                                   | |
|      | Kosobudy                               | chojnicki                 | chojnicki             | Brusy                 | 20 XI – XII 1906; pocz. I – 12 I 1907                             | Borkowski, J. Januszewski, J. Jączkowski, J. Szopiński, L. Wernke |
|      | Kościelna Jania                        | kwidzyński                | starogardzki          | Smętowo Graniczne     | 1 poł. XI 1906 – 9 IV 1907                                        | Mądrzejewski, Tollik |
|      | Kowalewo Pomorskie                     | wąbrzeski                 | golubsko-dobrzyński   | miasto                | 29 X 1906 – I 1907                                                | |
|      | Kozłowo                                | grudziądzki               | grudziądzki           | Łasin                 | 1 poł. XII 1906 – 1 poł. I 1907                                   | Falińscy. |
|      | Kożyczkowo                             | kartuski                  | kartuski              | Chmielno              | brak danych                                                       | |
|      | Krąplewice Nowe                        | świecki                   | świecki               | Jeżewo                | 2 poł. XI – pocz. XII 1906*                                       | Słomska, Myszkowska, Malinowski |
|      | Królów Las                             | starogardzki              | tczewski              | Morzeszczyn           | 22 X 1906 – 11 I 1907                                             | A. Liczmański, J. Jachimowski, F. Zaborowski, K. Zawierowski, B. i J. Klein, H. Müller, F. Derbowski |
|      | Kruszka                                | chojnicki                 | chojnicki             | Chojnice              | 2 poł. XII 1906                                                   | |
|      | Kruszyn                                | brodnicki                 |                       |                       | brak danych                                                       | |
|      | Krzemieniewo                           | lubawski                  | nowomiejski           | Kurzętnik             | XI 1906 (2 tygodnie)                                              | |
|      | Krzyż                                  | chojnicki                 | chojnicki             | Czersk                | 2 poł. XI – pocz. XII 1906*                                       | M., J. Kiełczewskie |
|      | Kulice                                 | starogardzki              | tczewski              | Pelplin               | 1–24 I 1907                                                       | Piaskowski |
|      | Kurcze                                 | chojnicki                 | chojnicki             | Czersk                | poł. XII 1906 – 17 I 1907                                         | |
|      | Kurzętnik                              | lubawski                  | nowomiejski           | Kurzętnik             | 1 poł. XI 1906                                                    | |
|      | Lalkowy                                | kwidzyński                | starogardzki          | Smętowo Graniczne     | 1 poł. XI 1906                                                    | |
|      | Laski                                  | świecki                   | tucholski             | Śliwice               | 1 poł. XII 1906 – kon. I 1907*                                    | |
|      | Legbąd                                 | chojnicki                 | tucholski             | Tuchola               | brak danych                                                       | |
|      | Lekarty                                | lubawski                  | nowomiejski           | Nowe Miasto Lubawskie | 2 poł. XI 1906 (ok. 2 tygodni)                                    | Pieńczewski, Zieliński, Rogoziński |
|      | Lembarg                                | brodnicki                 | brodnicki             | Jabłonowo Pomorskie   | brak danych                                                       | |
|      | Lendy                                  | chojnicki                 | chojnicki             | Brusy                 | 15 XI 1906                                                        | B., S., A. Synakowie, E., F., B. Smentkowie, Tyskowski, Kozieł, Stoltmann, Meller, von Orłowski, Maliszewski, Gronalewski, Rekowski, Werra |
|      | Leśna Jania                            | kwidzyński                | starogardzki          | Smętowo Graniczne     | XI 1906 – 5 II 1907*                                              | |
|      | Leśno                                  | brodnicki                 | golubsko-dobrzyński   | Ciechocin             | 21 XI 1906                                                        | |
|      | Leśno                                  | chojnicki                 | chojnicki             | Brusy                 | 2 poł. XI 1906 – pocz. III 1907                                   | J. Bieszk, J. Browarczyk, P. Damps, J. Grocki, J. Kupc, F. Pkrój, J. Paszka, A. Reszkiewicz, M. Wensel |
|      | Lewino                                 | wejherowski               | wejherowski           | Linia                 | 29 XI 1906                                                        | |
|      | Lichtajny                              |                           |                       |                       | 2 XI 1906                                                         | Lewandowski |
|      | Lidzbark                               | brodnicki                 | działdowski           | miasto                | 5 XI 1906 – 10 VI 1907                                            | A. Bartkowska, M. Czajkowska, S. Dąbrowski, J. Dembiński, J. Garzyńska, F. Gutkowska, J. Gumiński, Z. Herman, A. Karczewski, A.J.M. Kamińscy, F. Karpiński, L.H. Kirstein, K. Krukowski, F. Kradziecki, W. Nadolski, M. Perowicz, W. Rogowski, S. Rogozińska, F. Rostek, W. Szostakowska, K. Tuszyńska, W. Weitz |
|      | Lignowy Szlacheckie                    | kwidzyński                | tczewski              | Pelplin               | 1 poł. XI 1906 (bardzo krótko)                                    | |
|      | Linowiec                               | starogardzki              | starogardzki          | Starogard Gdański     | 2 poł. I – pocz. II 1907*                                         | Knitter, Majrowie |
|      | Lińsk                                  | świecki                   | tucholski             | Śliwice               | 5 XI – kon. XI 1906                                               | S. Banach, A. Gwizdała, E., A. Kamiński, J. Kozłowski, T. Łytkowska, A., M. Kłos, O. Paweł, J. Pstrąg, S. Rybak, L. Skwiercz, F. Słomiński, A., J., T. Suwalscy, P. Wyka, E., M., S. Zarembowie |
|      | Lipia Góra                             | starogardzki              | tczewski              | Morzeszczyn           | 1 poł. XI 1906                                                    | |
|      | Lipinki                                | świecki                   | świecki               | Warlubie              | 17 XI 1906 – 1 poł. I 1907*                                       | |
|      | Lipnica                                | wąbrzeski                 | wąbrzeski             | Dębowa Łąka           | 23 X 1906 – 1 poł. XI 1906*                                       | C. Klimek, Sądowscy |
|      | Lipowiec                               | brodnicki                 | nowomiejski           | Kurzętnik             | brak danych                                                       | |
|      | Lipowo                                 | tucholski                 |                       |                       | 1 XII 1906 – 27 II 1907*                                          | |
|      | Lipusz                                 | kościerski                | kościerski            | Lipusz                | XI 1906                                                           | |
|      | Lisewo                                 | chełmiński                | chełmiński            | Lisewo                | pocz. XI 1906                                                     | Urbański |
|      | Lisia Jama                             | kartuski                  |                       |                       | brak danych                                                       | |
|      | Lisówko                                | kwidzyński                | starogardzki          | Osiek                 | 1 poł. XI 1906                                                    | |
|      | Lorki                                  | lubawski                  | nowomiejski           | Grodziczno            | 2 poł. XI 1906 (3 dni)                                            | B. Padowska |
|      | Lubichowo                              | starogardzki              | starogardzki          | Lubichowo             | pocz. XII 1906 (bardzo krótko)                                    | |
|      | Lubawa                                 | lubawski                  | iławski               | miasto                | pocz. XI 1906                                                     | |
|      | Lubicz                                 | toruński                  | toruński              | Lubicz                | 3 XI 1906                                                         | |
|      | Lubiewo                                | świecki                   | tucholski             | Lubiewo               | XI 1906 – 28 III 1907*                                            | Ciżmowski, Iwicki, Niemczyk, Mayer, Theusowie, Lubińscy, Rolbieccy |
|      | Lubnia                                 | chojnicki                 | chojnicki             | Brusy                 | 29 X 1906 – 7 III 1907                                            | |
|      | Lubocień                               | tucholski                 | tucholski             | Śliwice               | 1 poł. XI 1906 – 10 I 1907                                        | Pawłowski, Talaśka, Wesołowski |
|      | Ludowice                               | wąbrzeski                 | wąbrzeski             | Ryńsk                 | 2 poł. XI 1906                                                    | |
|      | Luzino                                 | wejherowski               | wejherowski           | Luzino                | pocz. XI 1906                                                     | |
|      | Łabędź                                 | wąbrzeski                 | wąbrzeski             | Ryńsk                 | 1 poł. XI 1906                                                    | |
|      | Łasin                                  | grudziądzki               | grudziądzki           | miasto                | pocz. XI 1906 – 10 I 1907                                         | |
|      | Łasinka                                | grudziądzki               |                       |                       | kon. I – II 1907                                                  | Schultzowie, Fabiańscy, Grabowscy |
|      | Łączyno                                | kartuski                  | kartuski              | Stężyca               | 1 XI – 2 poł. XII 1906*                                           | |
|      | Łąkie                                  | chojnicki                 | bytowski              | Lipnica               | 5 XI 1906 – 11 I 1907                                             | M. Ginter, F. Krüger, J. Prądzyński, L. Trzebiatowska, Kamiński, Chirek, Borkowski |
|      | Łąski Piec                             | świecki                   | tucholski             | Śliwice               | 2 poł. I 1907                                                     | |
|      | Łążyn                                  | lubawski                  | iławski               | Lubawa                | pocz. XI 1906 (4 tygodnie)                                        | J. Grau |
|      | Łążyn                                  | toruński                  | toruński              | Zławieś Wielka        | 22 X – 13 XI 1906*                                                | M. Kosiński, I. Mickiewicz |
|      | Łebno                                  | wejherowski               | wejherowski           | Szemud                | 1 poł. XI 1906 – 18 VII 1907                                      | Niklas, Klonowska, L. Bach |
|      | Łobdowo                                | wąbrzeski                 | wąbrzeski             | Dębowa Łąka           | 30 X 1906                                                         | |
|      | Łosień                                 | człuchowski               |                       |                       | brak danych                                                       | |
|      | Łukowo                                 | chojnicki                 | chojnicki             | Czersk                | pocz. I 1907                                                      | |
|      | Łyśniewo Sierakowickie                 | kartuski                  | kartuski              | Sierakowice           | 1 poł. XI – 2 poł. XII 1906*                                      | |
|      | Malachin                               | chojnicki                 | chojnicki             | Czersk                | 28 X – XII 1906*                                                  | |
|      | Malankowo                              | chełmiński                | chełmiński            | Lisewo                | XI – 27 XII 1906                                                  | Kotlewski, M. Rygielski, Rujner, J.J. Skrzynieccy, Spręglewski, A., F., J., J. Wojnowscy |
|      | Malenin                                | tczewski                  | tczewski              | Tczew                 | brak danych                                                       | |
|      | Mała Klonia                            | chojnicki                 | chojnicki             | Czersk                | 12 XI 1906 – poł. I 1907*                                         | Koliński |
|      | Małe Chełmy                            | chojnicki                 | chojnicki             | Brusy                 | 29 XI 1906 – 7 III 1907                                           | |
|      | Mechowo                                | pucki                     | pucki                 | Puck                  | 2 poł. XI 1906                                                    | |
|      | Miechucino                             | kartuski                  | kartuski              | Chmielno              | 2 poł. XI 1906                                                    | Skierkowie |
|      | Mielno                                 | człuchowski               |                       |                       | brak danych                                                       | Gliwowie, Stoltmanowie |
|      | Mieścin                                | tczewski                  | tczewski              | Tczew                 | brak danych                                                       | |
|      | Mikołajki                              | lubawski                  |                       |                       | XI 1906                                                           | |
|      | Minikowo                               | tucholski                 | tucholski             | Lubiewo               | 1 poł. XI 1906 – 11 I 1907*                                       | F. Megger, Müller |
|      | Mirachowo                              | kartuski                  | kartuski              | Kartuzy               | pocz. I – 2 poł. II 1907                                          | |
|      | Mlewo                                  | wąbrzeski                 | golubsko-dobrzyński   | Kowalewo Pomorskie    | brak danych                                                       | |
|      | Montowo                                | lubawski                  | nowomiejski           | Grodziczno            | pocz. XII 1906                                                    | H. Lampert |
|      | Morgi (Dolne)                          | świecki                   | świecki               | Nowe                  | 1 poł. XI 1906                                                    | K. Benedykt, A. Kowalska |
|      | Mortęgi                                | lubawski                  | iławski               | Lubawa                | kon. XI 1906 (6 dni)                                              | Dobrzyński |
|      | Mościska                               | starogardzki              | starogardzki          | Lubichowo             | 2 tygodnie                                                        | Ponczek |
|      | Mroczenko                              | lubawski                  | nowomiejski           | Grodziczno            | 1 poł. XI 1906 – pocz. II 1907                                    | |
|      | Mroczno                                | lubawski                  | nowomiejski           | Grodziczno            | pocz. XI 1906 (4 miesiące)                                        | J. Makowska, M. Sadowski |
|      | Mściszewice                            | kartuski                  | kartuski              | Sulęczyno             | pocz. I – III 1907                                                | Pruszak |
|      | Naguszewo                              | lubawski                  | działdowski           | Rybno                 | brak danych                                                       | W. Lendzion, W., B. Wysoccy |
|      | Nawra                                  | lubawski                  | nowomiejski           | Nowe Miasto Lubawskie | kon. X 1906 (2 tygodnie)                                          | |
|      | Nawra                                  | toruński                  | toruński              | Chełmża               | 2 poł. X 1906 (kilka dni)                                         | |
|      | Niedamowo                              | kościerski                | kościerski            | Kościerzyna           | 1 poł. XI 1906                                                    | |
|      | Nierostowo                             | człuchowski               | chojnicki             | Konarzyny             | pocz. XII 1906 – 2 poł. I 1907                                    | |
|      | Nieżywięć                              | brodnicki                 | brodnicki             | Bobrowo               | pocz. XI 1906                                                     | |
|      | Nowa Huta                              | kartuski                  | kartuski              | Kartuzy               | brak danych                                                       | |
|      | Nowa Wieś                              | kartuski                  | kartuski              | Stężyca               | 1 poł. XI 1906                                                    | |
|      | Nowa Wieś Królewska                    | wąbrzeski                 | wąbrzeski             | Płużnica              | 1 poł. XI 1906 – 16 II 1907*                                      | Pilkowski, Topolewska |
|      | Nowe                                   | świecki                   | świecki               | miasto                | pocz. XI 1906 – pocz. IV 1907*                                    | R. Chyła, J. Ptulka, A. Pater, Frankowski, Janicki, A. Bałdowski |
|      | Nowe Miasto Lubawskie                  | lubawski                  | nowomiejski           | miasto                | brak danych                                                       | |
|      | Nowy Dwór                              | tczewski                  | tczewski              | Pelplin               | 2 poł. XI 1906                                                    | |
|      | Nowy Sumin                             | tucholski                 | tucholski             | Cekcyn                | 1 poł. XI 1906                                                    | |
|      | Ocypel                                 | starogardzki              | starogardzki          | Lubichowo             | brak danych                                                       | |
|      | Okiersk                                | tucholski                 | tucholski             | Cekcyn                | kon. X 1906                                                       | |
|      | Opalenie                               | kwidzyński                | tczewski              | Gniew                 | 1 poł. XI 1906                                                    | |
|      | Orle                                   | wejherowski               | wejherowski           | Wejherowo             | 1 poł. XII 1906 (2 dni)                                           | |
|      | Orłowo                                 | wąbrzeski                 | wąbrzeski             | Płużnica              | kon. X 1906                                                       | Gabryszewski, Krzywdziński |
|      | Osetno                                 | lubawski                  | nowomiejski           | Biskupiec             | 20 XI 1906                                                        | |
|      | Osiek                                  | starogardzki              | starogardzki          | Osiek                 | 2 poł. XI 1906                                                    | |
|      | Osiny                                  | świecki                   | świecki               | Nowe                  | 1 poł. XI 1906                                                    | |
|      | Osowo                                  | chojnicki                 | kościerski            | Karsin                | 25 X 1906 – 7 III 1907                                            | J. Piekarski |
|      | Osowo Leśne                            | starogardzki              | starogardzki          | Lubichowo             | brak danych                                                       | |
|      | Ostaszewo                              | lubawski                  | nowomiejski           | Grodziczno            | 2 poł. XI 1906 (1 dzień)                                          | J. Łużyński |
|      | Ostaszewo                              | toruński                  | toruński              | Łysomice              | 2 XI 1906                                                         | |
|      | Ostrowite                              | wąbrzeski                 | golibsko-dobrzyński   | Golub-Dobrzyń         | 1 poł. XI 1906                                                    | |
|      | Ostrzyce                               | kartuski                  | kartuski              | Somonino              | 1 poł. XI 1906                                                    | |
|      | Otłoczyn                               | toruński                  |                       |                       | 2 XI 1906                                                         | |
|      | Otowice                                | chełmiński                | bydgoski              | Dąbrowa Chełmińska    | 2 poł. XI – 1 poł. XII 1906                                       | |
|      | Paczewo                                | kartuski                  | kartuski              | Sierakowice           | 2 poł. I 1907 (krótko)                                            | |
|      | Pałubin                                | kościerski                | kościerski            | Stara Kiszewa         | 9 XI 1906 – 31 V 1907                                             | Lewiński |
|      | Pałubinek                              | starogardzki              | starogardzki          | Zblewo                | 29 X 1990 – 14 III 1907                                           | |
|      | Papowo Toruńskie                       | toruński                  | toruński              | Łysomice              | 27 X 1906 – 28 II 1907                                            | |
|      | Parchowo                               | kartuski                  | bytowski              | Parchowo              | 5 XI 1906 – kon. II 1907*                                         | Błaszkowski, Gliszczyński, F. Kuba, Kotłowski, W. Kozikowski, W. Lilla, A. Mądry, F. Neumiller, J. Pawłowski, W. Pircha, W. Radomska, W. Skwierska, Szulter, L. Waleska, W. Żywiecki |
|      | Pączewo                                | starogardzki              | starogardzki          | Skórcz                | pocz. XI 1906                                                     | |
|      | Pelplin (I) [szkoła męska]             | tczewski                  | tczewski              | miasto                | 15 X 1906 – 14 I 1907                                             | A. Grucza, L. Krukowski |
|      | Pelplin (II) [szkoła żeńska]           | tczewski                  | tczewski              | miasto                | pocz. XI 1906 (kilka tygodni)                                     | M. Karczyńska |
|      | Piaseczno                              | kwidzyński                | tczewski              | Gniew                 | kon. XI 1906 – poł. I 1907                                        | M. Gładykowska, H. Jaworska, A. Klein, B., J. Knuthowie, Ł. Kozłowska, H. Malinowska, L. Ossowska, B. Szwarc |
|      | Piechowice                             | kościerski                | kościerski            | Dziemiany             | 12 XI 1906 – 3 I 1907                                             | |
|      | Pieczewo                               | toruński                  |                       |                       | 2 poł. XI 1906                                                    | |
|      | Pieniążkowo                            | kwidzyński                | tczewski              | Gniew                 | 1 poł. XI 1906                                                    | |
|      | Pierszczewo                            | kartuski                  | kartuski              | Stężyca               | pocz. XII 1906                                                    | |
|      | Pinczyn                                | starogardzki              | starogardzki          | Zblewo                | 2 XI 1906 – 26 IV 1907                                            | A. Zadurski, M. Zimmermann, M. Piotrowski, R. Smukała, T. i A. Wołoszykowie, W. Kwaśniewski, R. Ciecholewska, M. Kozłowska, E. i M. Piesikówny, J. Urban, L. i M. Rozkwitalscy, A. Nowicka, C. Belczewski |
|      | Pleszewo                               | kościerski                |                       |                       | XI 1906 – IV 1907                                                 | Tocha, B. Milewski, Cerowski |
|      | Pluskowęsy                             | wąbrzeski                 | golubsko-dobrzyński   | Kowalewo Pomorskie    | 2 poł. X 1906                                                     | |
|      | Pluty                                  | chełmiński                |                       |                       | 15 XI 1906 (krótko)                                               | |
|      | Płochocin                              | świecki                   | świecki               | Warlubie              | pocz. XI 1906                                                     | |
|      | Płochocinek                            | świecki                   | świecki               | Warlubie              | pocz. XI 1906                                                     | |
|      | Pływaczewo                             | wąbrzeski                 | wąbrzeski             | Ryńsk                 | pocz. XI 1906                                                     | |
|      | Pobłocie                               | wejherowski               | wejherowski           | Linia                 | 2 poł. XI 1906 – 11 V 1907                                        | |
|      | Poczałkowo                             | lubawski                  |                       |                       | pocz. XII 1906                                                    | |
|      | Podjazy                                | kartuski                  | kartuski              | Sulęczyno             | brak danych                                                       | |
|      | Pokrzydowo                             | brodnicki                 | brodnicki             | Zbiczno               | brak danych                                                       | |
|      | Polnica                                | chojnicki                 | człuchowski           | Człuchów              | kon. X 1906                                                       | |
|      | Pomieczyno                             | kartuski                  | kartuski              | Kartuzy               | 1 poł. XI 1906                                                    | |
|      | Pomieczyńska Huta                      | kartuski                  | kartuski              | Kartuzy               | 1 poł. XI 1906 – 1 poł. V 1907*                                   | |
|      | Półwieś                                | kwidzyński                | tczewski              | Gniew                 | 3 XI 1906 – 21 I 1907                                             | B., W. Krzywińscy, W. Myk |
|      | Prądzona                               | człuchowski               | bytowski              | Lipnica               | 4 XII 1906                                                        | Głodowski |
|      | Prątnica                               | lubawski                  | iławski               | Lubawa                | (1 dzień)                                                         | |
|      | Prokowo                                | kartuski                  | kartuski              | Kartuzy               | pocz. XI 1906                                                     | Dawidowska |
|      | Pruszcz                                | tucholski                 | tucholski             | Gostycyn              | 8 XI 1906 – III 1907                                              | Majer, Tojsa, Polaszek, Świetlikowie, Wegner, Szukalski, Poklekowski |
|      | Przechowo                              | świecki                   | świecki               | miasto Świecie        | 1 poł. XI 1906                                                    | S. Schmidt, B. Kruszyński, Gołębiewska |
|      | Przeczno                               | toruński                  | toruński              | Łubianka              | 1 poł. XI – 2 poł. XII 1906*                                      | |
|      | Przepałkowo                            | złotowski                 | sępoleński            | Sośno                 | pocz. XI 1906 – 17 I 1907                                         | W. Kowalski |
|      | Przewodnik                             | świecki                   | świecki               | Warlubie              | pocz. XI 1906 (36 tygodni)                                        | A., E. Ristau |
|      | Przodkowo                              | kartuski                  | kartuski              | Przodkowo             | 2 poł. XI 1906                                                    | |
|      | Przyrowa                               | tucholski                 | tucholski             | Gostycyn              | pocz. XI 1906                                                     | |
|      | Przysiersk                             | świecki                   | świecki               | Bukowiec              | brak danych                                                       | J. Kornowska |
|      | Przytarnia                             | chojnicki                 | kościerski            | Karsin                | 2 poł. XI 1906 (bardzo krótko)                                    | |
|      | Raciąż                                 | tucholski                 | tucholski             | Raciąż                | 26 X 1906 – 20 II 1907                                            | Kręccy, Stachurscy |
|      | Radomno                                | lubawski                  | nowomiejski           | Nowe Miasto Lubawskie | XI 1906 (3 dni)                                                   | Orzechowski, Wójcik, Dziuk, T. Granica |
|      | Radońsk                                | złotowski                 | sępoleński            | Sępólno Krajeńskie    | pocz. XII 1906 – pocz. II 1907*                                   | A.K. Sikuterowie, T. I. Bieliccy |
|      | Radoszki                               | brodnicki                 | brodnicki             | Bartniczka            | pocz. XII 1906 – 1 poł. I 1907                                    | |
|      | Radzyń Chełmiński                      | grudziądzki               | grudziądzki           | miasto                | 6 XI 1906                                                         | Lewandowski |
|      | Rajkowy                                | tczewski                  | tczewski              | Pelplin               | 20 XI – 18 XII 1906                                               | A. Szymańska, M. Librucht, F. Dobrzyńska, B. Omianowska, M. Krajnik, M. Kajuth, F. Smugała, J. Doliński, F. Florian, J. Lubiński, M. Kreja, J. Scholla, J. Lipska |
|      | Rakowiec                               | kwidzyński                | kwidzyński            | Kwidzyn               | 1 poł. XI 1906 – 1 poł. II 1907*                                  | |
|      | Ramleje                                | kartuski                  | kartuski              | Somonino              | 22 X 1906 – 31 V 1907                                             | M. Schwichtenberg, Muchowscy |
|      | Rąb                                    | kartuski                  | kartuski              | Przodkowo             | 8 XI – 4 XII 1906                                                 | |
|      | Rąty                                   | kartuski                  | kartuski              | Somonino              | 19 IX 1906 – IV 1907                                              | Ł., L., A. Letszkowscy, A., M., P. Plichtowie |
|      | Reskowo                                | kartuski                  | kartuski              | Chmielno              | brak danych                                                       | |
|      | Rogóźno                                | grudziądzki               | grudziądzki           | Rogóźno               | pocz. XI 1906                                                     | |
|      | Rotembark                              | kościerski                | kościerski            | Kościerzyna           | 20 XI 1906                                                        | |
|      | Rosochatka                             | tucholski                 | tucholski             | Śliwice               | brak danych                                                       | |
|      | Rożental                               | lubawski                  | iławski               | Lubawa                | pocz. XI – 2 poł. XII 1906*                                       | J. Szymański,F. Kasprzycka |
|      | Rumian                                 | lubawski                  | działdowski           | Rybno                 | XI 1906 (2 tygodnie)                                              | |
|      | Rumienica                              | lubawski                  | iławski               | Lubawa                | (1 tydzień)                                                       | Bieżuński, Staniszewski |
|      | Rybno                                  | lubawski                  | działdowski           | Rybno                 | kon. XI 1906                                                      | |
|      | Rychława                               | świecki                   | świecki               | Nowe                  | 1 poł. XI 1906                                                    | |
|      | Rynkówka                               | kwidzyński                | starogardzki          | Smętowo Graniczne     | 1 poł. XI – XII 1906*                                             | |
|      | Rywałd                                 | starogardzki              | starogardzki          | Starogard Gdański     | pocz. XI 1906                                                     | |
|      | Rzeżęcin                               | starogardzki              | tczewski              | Morzeszczyn           | pocz. XI 1906                                                     | |
|      | Rzęczkowo                              | toruński                  | toruński              | Zławieś Wielka        | 12–13 XI 1906; od 10 I 1907                                       | J. Zielińska, B. Rzytlewski, J. Bednarski, A. Przybyszewski, L. Demski, K. Mielczarski |
|      | Sampława                               | lubawski                  | iławski               | Lubawa                | 17 XI 1906 – poł. I 1907                                          | K. Radomski |
|      | Sarnowo                                | chełmiński                | chełmiński            | Stolno                | 1 poł. XI 1906                                                    | |
|      | Schodno                                | kościerski                | kościerski            | Dziemiany             | XI 1906                                                           | L. Szyc, A. Kobus, J. Lemańczyk, E. Żabińska, M. Laski |
|      | Serock                                 | świecki                   | świecki               | Pruszcz               | 2 poł. XI – pocz. XII 1906 (nasilił się)                          | A. Arczyński |
|      | Sianowska Huta                         | kartuski                  | kartuski              | Kartuzy               | 2 poł. XII 1906 – 2 poł. II 1907*                                 | |
|      | Sierakowice                            | kartuski                  | kartuski              | Sierakowice           | 1 poł. XI 1906                                                    | |
|      | Sierakowska Huta                       | kartuski                  | kartuski              | Sierakowice           | 1 poł. XI 1906                                                    | |
|      | Skarlin                                | lubawski                  | nowomiejski           | Nowe Miasto Lubawskie | 2 XI 1906 – pocz. II 1907                                         | |
|      | Skarszewy                              | kościerski                | starogardzki          | miasto                | pocz. XI – XII 1906                                               | |
|      | Skępsk                                 | wąbrzeski                 | golubsko-dobrzyński   | Golub-Dobrzyń         | X 1906 – 2 poł. XI 1906*                                          | |
|      | Skic                                   | złotowski                 | złotowski             | Złotów                | 1 poł. XI 1906                                                    | |
|      | Skórzenno                              | starogardzki              | starogardzki          | Osiek                 | 22 XI 1906                                                        | |
|      | Skórzewo                               | chojnicki                 | człuchowski           | Człuchów              | 2 poł. XI 1906 – 7 III 1907                                       | Kaszubowski, Hamernik, Zaborowski, Schultek, Stanke, A. Jakusz, L. Czech |
|      | Skórcz                                 | starogardzki              | starogardzki          | miasto                | Chyłowie, Szyszkowscy, Kądziela, Lang                             | |
|      | Słup                                   | brodnicki                 |                       |                       | pocz. XII 1906                                                    | Fiszerowie |
|      | Smętowo                                | kartuski                  | kartuski              | Kartuzy               | 1 poł. XII 1906                                                   | |
|      | Smolniki                               | starogardzki              | starogardzki          | Lubichowo             | brak danych                                                       | |
|      | Somonino                               | kartuski                  | kartuski              | Somonino              | pocz. X 1906 – 1 VI 1907                                          | J. Bednarski, L. Demski, K. Mielcarski, A. Przybyszewski, B. Rzytlewski, L. Zieliński |
|      | Sosnówka                               | grudziądzki               | grudziądzki           | Grudziądz             | brak danych                                                       | |
|      | Srebrniki                              | wąbrzeski                 | golubsko-dobrzyński   | Kowalewo Pomorskie    | 29 X – 23 XI 1906                                                 | |
|      | Stara Huta                             | kartuski                  | kartuski              | Kartuzy               | brak danych                                                       | |
|      | Stara Kiszewa                          | kościerski                | kościerski            | Stara Kiszewa         | brak danych                                                       | |
|      | Stara Rzeka                            | świecki                   | świecki               | Osie                  | 1 poł. XII 1906 – kon. I 1907*                                    | |
|      | Starogard Gdański (I) [szkoła męska]   | starogardzki              | starogardzki          | miasto                | pocz. XI 1906                                                     | F. Lange, F. Biernacki |
|      | Starogard Gdański (II) [szkoła żeńska] | starogardzki              | starogardzki          | miasto                | brak danych                                                       | |
|      | Starogród                              | chełmiński                | chełmiński            | Chełmno               | X 1906                                                            | |
|      | Stobno                                 | tucholski                 | tucholski             | Tuchola               | 2 poł. X 1906 – 18 II 1907*                                       | Rozczynialska, Malińscy, Jarczyńscy, Gierszowie, Wagner, Drewkowie, Kuziński |
|      | Strzepcz                               | wejherowski               | wejherowski           | Linia                 | 2 poł. XI 1906                                                    | |
|      | Studzienice                            | starogardzki              | starogardzki          | Kaliska               | pocz. XI 1906 – 2 poł. I 1907*                                    | Glaza |
|      | Subkowy                                | tczewski                  | tczewski              | Subkowy               | 1– 6 XI 1906                                                      | J. Dziubura, F. Müller, J. Nitkowski |
|      | Sucha                                  | świecki                   | tucholski             | Lubiewo               | 2 poł. XI 1906                                                    | |
|      | Suchobrzeźnica                         | starogardzki              | starogardzki          | Osiek                 | brak danych                                                       | Kurowski, Worachewicz |
|      | Sugajno                                | brodnicki                 | brodnicki             | Brzozie               | kon. X – 2 poł. XII 1906*                                         | |
|      | Sulęczyno                              | kartuski                  | kartuski              | Sulęczyno             | 1 poł. XI 1906                                                    | |
|      | Sumin                                  | lubawski                  | brodnicki             | Osiek                 | 1 poł. XI 1906 (2 miesiące)                                       | L. Słupski, Z. Szymierowska, B., S. Zawaccy |
|      | Sumowo                                 | brodnicki                 | brodnicki             | Zbiczno               | 12 XI 1906                                                        | |
|      | Swornegacie                            | chojnicki                 | chojnicki             | Chojnice              | 2 poł. XI 1906                                                    | |
|      | Szarłata                               | kartuski                  | kartuski              | Przodkowo             | 1 poł. XI 1906 – 7 V 1907*                                        | Lewińscy, Szelkowie, Śnikowscy |
|      | Szembruk                               | grudziądzki               | grudziądzki           | Rogóźno               | 1 poł. XI 1906                                                    | Krzyżanowscy |
|      | Szczepankowo                           | lubawski                  | iławski               | Lubawa                | poł. XI 1906 (2 tygodnie)                                         | W. Cybulski |
|      | Szczodrowo                             | kościerski                | starogardzki          | Skarszewy             | 11 X – pocz. XI 1906                                              | J. Goldschmidt |
|      | Szczuka                                | brodnicki                 | brodnicki             | Brodnica              | brak danych                                                       | |
|      | Szlachta                               | starogardzki              | starogardzki          | Osieczna              | pocz. I 1907 (2 dni)                                              | |
|      | Szopa                                  | kartuski                  | kartuski              | Sierakowice           | 4 XII 1906                                                        | |
|      | Szpon                                  | kościerski                | kościerski            |                       | 24 XI 1906                                                        | |
|      | Szramnica                              | kartuski                  | kartuski              | Sierakowice           | 1 poł. XI 1906                                                    | Mielewczyk |
|      | Szynwałd                               | grudziądzki               | grudziądzki           | Łasin                 | 26 XI – 3 XII 1906                                                | |
|      | Śliwice                                | tucholski                 | tucholski             | Śliwice               | 1 poł. XI 1906 – 27 II 1907*                                      | Szamoccy, Kruk, Węsierski, Skoroszewski, Lomnitz, Gliniecki, Grzonka |
|      | Śliwiczki                              | tucholski                 | tucholski             | Śliwice               | 1 poł. XI 1906                                                    | |
|      | Śluza                                  | kościerski                | kościerski            | Lipusz                | pocz. XII 1906                                                    | Dolecki |
|      | Świekatowo                             | świecki                   | świecki               | Świekatowo            | 3 XI 1906 (1 dzień); XII 1906 (kilka dni)                         | K. Kuczora, B. Malicki, W., P. Szczęśni |
|      | Świerszczyn                            | brodnicki                 |                       |                       | brak danych                                                       | |
|      | Święta                                 | złotowski                 | złotowski             | Złotów                | X 1906 (1 dzień)                                                  | |
|      | Świniarc                               | lubawski                  | nowomiejski           | Grodziczno            | poł. XI 1906 (2 tygodnie)                                         | J. Zakreta |
|      | Targowisko                             | lubawski                  | iławski               | Lubawa                | 2 poł. XI 1906 (2 tygodnie)                                       | Kołeccy, Kremski |
|      | Tępcz                                  | wejherowski               | wejherowski           | Luzino                | kon. XI – kon. XII 1906                                           | Garccy, Okrojowie |
|      | Topolno                                | świecki                   | świecki               | Pruszcz               | pocz. XII 1906                                                    | M., J. Siegowie |
|      | Toruń                                  | toruński                  | toruński              | miasto                | 2 poł. XI 1906 – I 1907*                                          | Kladziński |
|      | Toruń Jakubskie Przedmieście           | toruński                  | toruński              | miasto Toruń          | 22 X 1906                                                         | |
|      | Toruń Mokre                            | toruński                  | toruński              | miasto Toruń          | 25 X 1906 – I 1907*                                               | |
|      | Toruń Podgórze                         | toruński                  | toruński              | miasto Toruń          | 22 X 1906 – III 1907                                              | Jabłoński, Bagińscy, Jankiewicz, Springer |
|      | Toruń Rubinkowo                        | toruński                  | toruński              | miasto Toruń          | 15 XI – 7 XII 1906                                                | |
|      | Toruń Śródmieście                      | toruński                  | toruński              | miasto Toruń          | 25 X 1906 – I 1907                                                | |
|      | Tremple                                | lubawski                  |                       |                       | 1 poł. XI 1906                                                    | |
|      | Truszczyny                             | lubawski                  | działdowski           | Rybno                 | pocz. XI 1906 (2 miesiące)                                        | B. Ruciński |
|      | Trutnowo                               | tucholski                 | tucholski             | Lubiewo               | I strajk: 5 XI – 13 XII 1906; II strajk: 24 XII 1906 – 12 IV 1907 | W. i B. Krzywińscy, W. Myk, B. i F. Kuffel, W. i F. Stodolscy |
|      | Trzebiechowo                           | starogardzki              | starogardzki          | Osiek                 | brak danych                                                       | |
|      | Trzebuń                                | kościerski                | kościerski            | Dziemiany             | 1 XII 1906                                                        | D. Jutrzonka, F. Leman, M. Grzenia, J. Kujawski |
|      | Trzepowo                               | kościerski                | gdański               | Przywidz              | brak danych                                                       | |
|      | Tuchlino                               | kartuski                  | kartuski              | Sierakowice           | 28 II – 20 III 1907                                               | |
|      | Tuszynki                               | świecki                   | świecki               | Bukowiec              | brak danych                                                       | |
|      | Tylice                                 | lubawski                  | nowomiejski           | Nowe Miasto Lubawskie | 2 poł. XI 1906 (2 miesiące)                                       | K. Roszkowski |
|      | Wabcz                                  | chełmiński                | chełmiński            | Stolno                | 1 poł. XI – 1 poł. XII 1906                                       | |
|      | Wałdowo                                | złotowski                 | sępoleński            | Sępólno Krajeńskie    | 2 poł. XI 1906                                                    | |
|      | Wałdyki                                | lubawski                  | iławski               | Lubawa                | 2 poł. XI 1906 (6 tygodni)                                        | F. Gestwicka, K. Kłosowska, Kościńska, A., M. Rychlickie, M. Roznerska |
|      | Warlubie                               | świecki                   | świecki               | Warlubie              | pocz. XI – 2 poł. XI 1906                                         | F. Daszkowski, L. Klejna |
|      | Wawrowice                              | lubawski                  | nowomiejski           | Kurzętnik             | 3 XI 1906                                                         | |
|      | Wąbrzeźno                              | wąbrzeski                 | wąbrzeski             | miasto                | 8 XI 1906                                                         | L. Różycki, Sas, Żurawski, Gulda |
|      | Wąglikowice                            | kościerski                | kościerski            | Kościerzyna           | 2 poł. XI – pocz. XII 1906                                        | |
|      | Wąpiersk                               | lubawski                  | działdowski           | Lidzbark              | XI 1906                                                           | |
|      | Wda                                    | starogardzki              | starogardzki          | Lubichowo             | 1 poł. XI 1906                                                    | |
|      | Wdzydze Tucholskie                     | chojnicki                 | kościerski            | Karsin                | 29 XI 1906 (bardzo krótko)                                        | |
|      | Werblinia                              | pucki                     | pucki                 | Puck                  | 15 XII 1906                                                       | Zaczykowie |
|      | Węsiory                                | kartuski                  | kartuski              | Sulęczyno             | pocz. I 1907                                                      | |
|      | Wichulec                               | brodnicki                 | brodnicki             | Bobrowo               | 20 XI 1906                                                        | |
|      | Widlice                                | kwidzyński                | tczewski              | Gniew                 | 22 X 1906 – 8 IV 1907                                             | J., K., A., R., L. Bonkowie, A. Droszkowski, L. Guzińska, S. Kulikowska, B. Kubowska, J. Lesner, A., J., B. Ludwichowscy, L. Odrowska, F. Ostrowski, K., L. Różyńskie, Rocławska, J., A. Rożeńscy, L. Tatczyński |
|      | Widna Góra                             | kartuski                  | kartuski              | Sulęczyno             | brak danych                                                       | |
|      | Wiele                                  | chojnicki                 | kościerski            | Karsin                | 29 XI 1906                                                        | |
|      | Wielka Łąka                            | wąbrzeski                 | golubsko-dobrzyński   | Kowalewo Pomorskie    | brak danych                                                       | |
|      | Wielki Bukowiec                        | starogardzki              | starogardzki          | Skórcz                | 29 XI 1906                                                        | |
|      | Wielki Mędromierz                      | tucholski                 | tucholski             | Gostycyn              | 2 poł. XI 1906 – pocz. XII*                                       | |
|      | Wielkie Chełmy                         | chojnicki                 | chojnicki             | Brusy                 | brak danych                                                       | |
|      | Wielkie Radowiska                      | wąbrzeski                 | wąbrzeski             | Dębowa Łąka           | 23 X 1906                                                         | |
|      | Więcbork                               | złotowski                 | sępoleński            | miasto                | 2 poł. XI 1906                                                    | |
|      | Wilanowo                               | kartuski                  | kartuski              | Przodkowo             | 1 poł. XI 1906 – 7 V 1907*                                        | |
|      | Wilcze Błota                           | starogardzki              | starogardzki          | Lubichowo             | pocz. XI 1906                                                     | |
|      | Wólka                                  | lubawski                  | nowomiejski           | Grodziczno            | 29 XI 1906 – III 1907                                             | M. Jaroszewska, F. Kornacka, M. Otręba |
|      | Wrocki                                 | brodnicki                 | golubsko-dobrzyński   | Golub-Dobrzyń         | 2 poł. XI 1906 – 10 I 1907                                        | |
|      | Wronie                                 | wąbrzeski                 | wąbrzeski             | Ryńsk                 | 7 XI – 24 XI 1906                                                 | |
|      | Wybcz                                  | toruński                  | toruński              | Łubianka              | 2 poł. X 1906                                                     | |
|      | Wycinki                                | starogardzki              | starogardzki          | Osiek                 | 2 poł. XI 1906                                                    | |
|      | Wygonin                                | kościerski                | kościerski            | Stara Kiszewa         | brak danych                                                       | |
|      | Wymysłowo                              | toruński                  | toruński              | Łubianka              | 2 poł. X 1906                                                     | |
|      | Wysin                                  | kościerski                | kościerski            | Liniewo               | 2 poł. XII 1906 – 12 III 1907                                     | |
|      | Zaborowo                               | brodnicki                 | brodnicki             | Górzno                | 2 poł. XI – kon. XI 1906                                          | |
|      | Zajączkowo                             | lubawski                  | nowomiejski           | Grodziczno            | 1 poł. XI 1906 (1 dzień)                                          | B. Spodobry |
|      | Zakrzewo                               | złotowski                 | złotowski             | Zakrzewo              | pocz. XI – pocz. XII 1906                                         | |
|      | Zalesie Królewskie                     | świecki                   | świecki               | Świekatowo            | 1 poł. XI 1906                                                    | F. Grzonkowski |
|      | Załakowo                               | kartuski                  | kartuski              | Sierakowice           | 2 poł. XI 1906                                                    | J. i Ł. Goszowie, J. Mielewczyk, M. Ziegert, T. Czaja |
|      | Załęże                                 | kartuski                  | kartuski              | Przodkowo             | 2 poł. XI 1906                                                    | |
|      | Zamostne                               | wejherowski               | wejherowski           | Wejherowo             | X 1906 (kilka dni)                                                | |
|      | Zapceń                                 | człuchowski               | bytowski              | Lipnica               | brak danych                                                       | |
|      | Zawory                                 | kartuski                  | kartuski              | Chmielno              | kon. XI 1906 – 1 poł. V 1907*                                     | |
|      | Zbiczno                                | brodnicki                 | brodnicki             | Zbiczno               | 12 XI 1906                                                        | |
|      | Zblewo                                 | starogardzki              | starogardzki          | Zblewo                | XII 1906 (2 dni)                                                  | J. Ciecholewski |
|      | Zdroje                                 | starogardzki              |                       |                       | 2 poł. XI – 2 poł. XII 1906*                                      | |
|      | Zelewo                                 | wejherowski               | wejherowski           | Luzino                | brak danych                                                       | |
|      | Zelgoszcz                              | starogardzki              | starogardzki          | Lubichowo             | kon. X 1906 – 9 IV 1907                                           | Drost, Jędrzejewski, Piontek, Tuszyński, Szwoch |
|      | Zembrze                                | brodnicki                 | brodnicki             | Brzozie               | 1 poł. XII 1906                                                   | W.J. Seroczyńscy |
|      | Złotoria                               | toruński                  | toruński              | Lubicz                | 2 XI – 11 XII 1906*                                               | |
|      | Złotowo                                | lubawski                  | iławski               | Lubawa                | (4 tygodnie)                                                      | |
|      | Żabno                                  | chojnicki                 |                       |                       | 15 IV 1907 (koniec strajku)                                       | |

## Metody przeciwdziałania strajkom
Badania źródłowe wykazały, iż wobec uczestników, organizatorów i innych osób popierających strajk zastosowano w sumie 13 różnych rodzajów kar. Do najczęściej stosowanych represji wobec strajkujących dzieci należała przemoc fizyczna, która została uznana przez wielu inspektorów szkolnych za najbardziej skuteczną do zahamowania dalszych działań strajkowych. Wobec inicjatorów strajków często stosowano publiczną karę chłosty. W Pluskowęsach (pow. wąbrzeski) nauczyciel Gramowski, oprócz bicia dzieci trzciną po różnych częściach ciała, uderzał głowami uczniów o ławki, za co rodzice wytoczyli mu proces sądowy. W kilku miejscowościach zanotowano, że przerażone dzieci uciekały z klasy przez okna. Dzieci, które uciekły ze szkoły w Kasparusie (pow. starogardzki), zostały sprowadzone do niej z powrotem przez 12 (!) żandarmów, a następnie zbite i pozostawione na 2 godziny w "areszcie". Biciu towarzyszyły często wyzwiska typu "polskie świnie", "głupi Polacy", "osły" itp. W wielu przypadkach bicie powodowało rany, które wymagały interwencji lekarza. Z taką samą brutalnością traktowano zarówno chłopców, jak i dziewczęta. W Prątnicy (pow. lubawski) nauczyciel zaskoczony na początku lekcji polskim pozdrowieniem "Niech będzie pochwalony Jezus Chrystus" kilkakrotnie kazał powtórzyć je po niemiecku. Kiedy uczniowie nie wypełnili polecenia, "wtedy skoczył po trzcinę i latając po ławkach bił bez miłosierdzia. Następnie wściekły jak buhaj wypadł z klasy. Gdy wrócił do niej, powtórzył lanie jeszcze raz i na tym strajk się zakończył". W Bratianie nauczyciel Block pobił Jana Orłowskiego do krwi. Sprowadzony do szkoły żandarm w pełni poparł działania nauczyciela twierdząc, że "należy dzieci bić tak długo, aż je diabli wezmą". We wspomnianym wyżej Kasparusie nauczyciel groził dzieciom celując do nich z broni myśliwskiej (!). Rodzice zaalarmowani przez dzieci wtargnęli do klasy, rozbroili nauczyciela i odnieśli broń do sołtysa, co jednak nie zapobiegło dalszym represjom ze strony władz szkolnych. W kilku przypadkach doszło do odwetu na nauczycielach np. poprzez wybijanie szyb w domu, a nawet pobicie (jak w Zakrzewie w pow. złotowskim czy w Malankowie w pow. chełmińskim).
Wobec osób dorosłych wspierających strajki były to przede wszystkim kary pieniężne, które nakładano za nieprzestrzeganie obowiązku szkolnego, zakłócanie porządku szkolnego, inicjowanie i podtrzymywanie strajków, za obrazę i pobicie nauczycieli, agitację pozareligijną w przypadku księży, łamanie prawa prasowego przez dziennikarzy tudzież ogólne łamanie paragrafu 110 kodeksu karnego o zakłócaniu porządku publicznego.
Według danych zebranych przez gazetę "Westpreussische Volksblatt" do końca czerwca 1907 r. za wsparcie akcji strajkowej zwolniono z urzędów 280 ławników oraz członków zarządów gmin, relegowano z gimnazjów 80 uczniów, 35 duchownych skazano na wiezienie i obłożono grzywnami na łączna kwotę 6350 marek. Redakcje polskich gazet musiały zapłacić łącznie 19450 marek kar, a redaktorzy prowadzący zostali skazani na 45 miesięcy aresztu. 1450 rodziców za lekceważenie obowiązku szkolnego otrzymało mandaty na łączną sumę 18 tysięcy marek (średnio po 12,5 marki). Dla ludzi mniej zamożnych, a do takich należała większość rodziców strajkujących dzieci, były to kary dotkliwe, jeśli weźmiemy pod uwagę, że przeciętna dniówka robotnika rolnego wynosiła wówczas nie więcej niż 1 markę.

## Polska i niemiecka opinia publiczna wobec strajków
Rola polskiej prasy w zaborze pruskim, która na bieżąco i z dużym zaangażowaniem relacjonowała przebieg strajków i pośrednio była ich współorganizatorem, jest trudna do przecenienia, a materiały prasowe są jednym z najważniejszych źródeł do poznania przebiegu owych wydarzeń.
Pod wpływem nacisków rządowych, jak również presji społeczeństwa polskiego, głos w sprawie zabrał arcybiskup gnieźnieński i poznański Florian Stablewski. Poważnie chory hierarcha, który zresztą zmarł w listopadzie 1906 r., odmówił skrytykowania strajku, a winą za wzrost napięcia społecznego obarczył rząd i nacjonalistyczną propagandę rozpowszechnianą przez Hakatę. W liście do ministra oświaty Konrada Studta z 7 IX 1906 r. prosił o ułatwienie księżom nauki przygotowawczej do sakramentów i pozwolenie na cichą modlitwę w języku polskim. Z powodu braku możliwości porozumienia arcybiskup wystosował list pasterski do wiernych, odczytany we wszystkich kościołach archidiecezji w niedzielę 14 października 1906 r., w którym przedstawił bezskuteczne starania, jakie podjął w celu wsparcia sprawy polskiej, i zachęcał duchowieństwo do tego, aby wspólnie z rodzicami dalej pracowało nad religijnym wychowaniem dzieci w języku polskim. Dyplomatyczne stanowisko arcybiskupa zostało odczytane przez Polaków (i gwałtownie potępione przez Niemców) jako jednoznaczna zachęta do dalszego oporu i wzmocniło akcję strajkową.
19 listopada 1906 r. na łamach krakowskiego "Czasu" ukazał się list otwarty Henryka Sienkiewicza, laureata literackiej nagrody Nobla w roku poprzednim, skierowany do cesarza Niemiec Wilhelma II, w którym wybitny pisarz ostro skrytykował działania władz niemieckich wobec  strajkujących dzieci. W chwili, gdy oczy całego ucywilizowanego świata zwracają się z bolesnym zdumieniem na jedną dzielnicę obszernego państwa Waszej Cesarskiej Mości – pisał Sienkiewicz – w chwili gdy prasa wszystkich narodów stwierdza i potępia krzywdy wyrządzone dzieciom polskim w Królestwie Pruskim, uprawniony jest głos każdego człowieka i chrześcijanina, a cóż dopiero głos Polaka, który zwraca się do Ciebie w imię sprawiedliwości. [...] Wasza Cesarska Mość jest piastunem honoru Niemiec, przedstawicielem dynastii i idei monarchicznej, racz zatem zważyć, że jeśli honor najbiedniejszego z Twych poddanych zależy od jego wiary w dotrzymanie przysiąg i słowa – z jakim okropnym uczuciem goryczy i zwątpienia muszą dziś czytać te słowa nie tylko Polacy, ale i uczciwi Niemcy, a zwłaszcza Niemcy monarchiści. Czy zdołają obronić się myśli, że idea monarchiczna w Prusach nie jest, jaką być powinna, oparta na niewzruszonej etycznej podstawie, i że z braku takiej podstawy sama nie oprze się falom, które wokół niej spiętrza wiek bieżący.

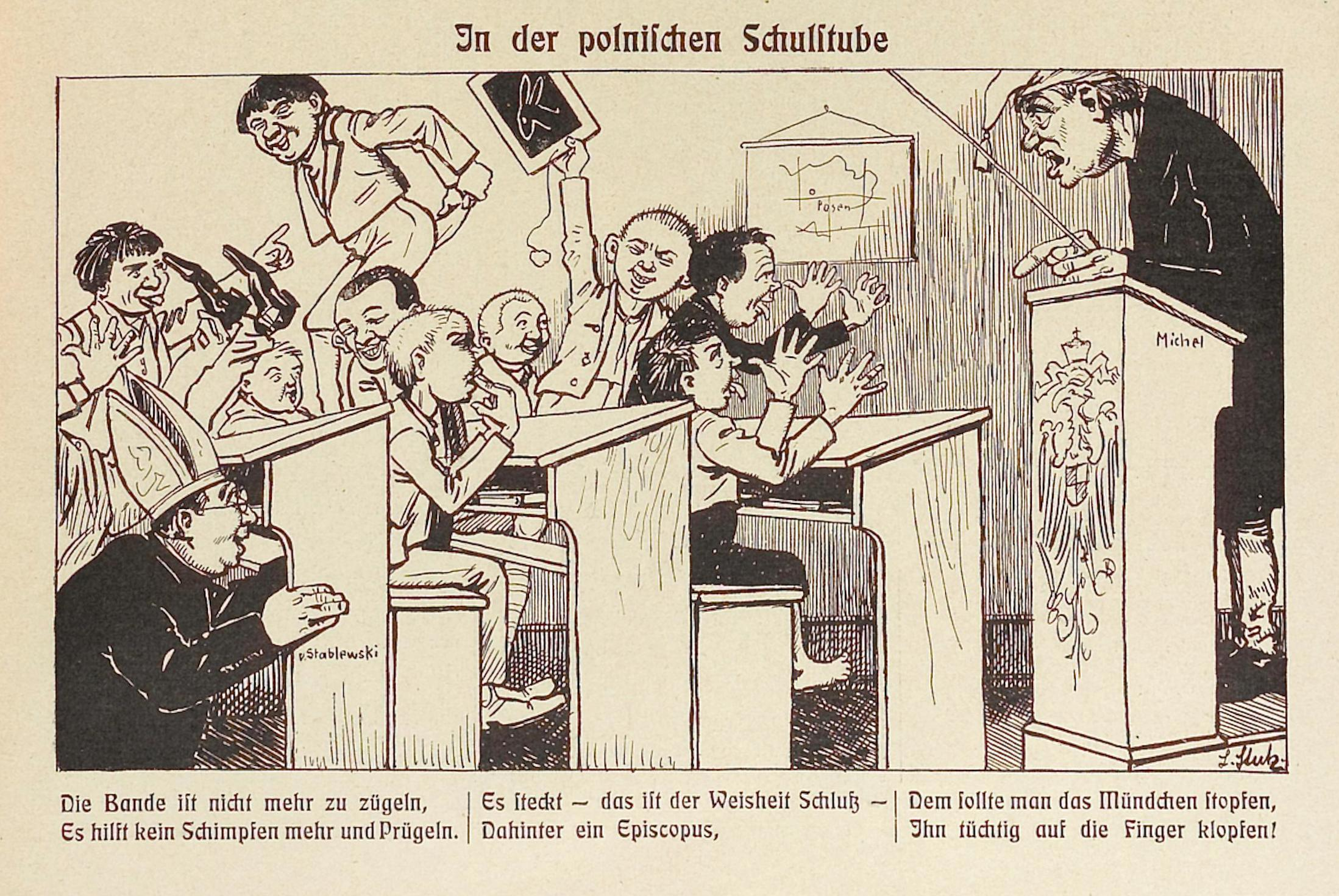
Niemiecka satyra na strajkujące polskie dzieci przedstawiająca je jako łobuzów manipulowanych przez arcybiskupa Stablewskiego, a nauczyciela jako ofiarę ich wybryków (czasopismo satyryczne "Kladderadatsch" z 11 XI 1906 r.).

Postawa społeczeństwa niemieckiego wobec strajków polskich dzieci była, wbrew pozorom, zróżnicowana i w dużej mierze zależna od poglądów politycznych. Jednoznacznie negatywne i wrogie stanowisko wobec nich zajmował tzw. pruski kartel partyjny, czyli rządząca koalicja protestanckich środowisk konserwatywnych, liberalnych i narodowo-liberalnych, która miała szerokie poparcie w świecie akademickim, wśród wyższych urzędników, przemysłowców, finansistów, przedstawicieli wolnych zawodów, w tym również wydawców gazet, oraz urzędników lokalnych i nauczycieli. Koalicja ta miała zdecydowaną przewagę w zaborze pruskim i to właśnie przez pryzmat jej poglądów i działań postrzegano po stronie polskiej, zarówno wtedy, jak i dzisiaj, postawę całego społeczeństwa niemieckiego. Gwoli sprawiedliwości trzeba odnotować, że o wiele bardziej zrównoważone stanowisko wobec postulatów mniejszości polskiej zajmowała, co zrozumiałe, katolicka partia Centrum, która jednak cieszyła się większym poparciem głównie w Bawarii i Nadrenii, czyli w rejonach Niemiec bardzo oddalonych od zaboru pruskiego. Niemniej jednak to właśnie z inicjatywy Centrum i Koła Polskiego doszło 5 grudnia 1906 r. do debaty o strajku na forum parlamentu niemieckiego – Reichstagu. W trakcie owej debaty najbardziej bezkompromisową krytykę poczynań rządu i podziw dla polskich dzieci wyraził August Bebel, poseł i przywódca partii socjaldemokratycznej (SPD). Ponieważ jednak socjaldemokraci byli zarazem krytyczni wobec religii i Kościoła, dlatego ich postawa wobec walki polskich dzieci była często dwuznaczna. Generalnie sprawy Polaków w odległych prowincjach wschodnich, postrzeganych jako peryferyjne, ubogie i zacofane, niewiele interesowały ogół Niemców, których zaprzątały wówczas o wiele ważniejsze lub ciekawsze wydarzenia (np. kryzys rządowy i przyspieszone wybory w styczniu 1907 r.). W obiektywnej ocenie sytuacji polskiej mniejszości i empatii wobec jej postulatów przeszkadzał ugruntowany i dominujący w społeczeństwie niemieckim od XVIII w. negatywny stosunek do Polaków, polskiej kultury i katolicyzmu. Znajdował on swój plebejski wyraz w niewybrednych satyrach porównujących strajkujące dzieci do szlacheckich warchołów i wichrzycieli albo do średniowiecznej krucjaty dziecięcej, a rzekomo manipulujących nimi księży, w tym arcybiskupa Stablewskiego, do szczurołapa z Hameln.

## Konsekwencje strajków szkolnych
Strajki szkolne w zaborze pruskim, mimo swej masowości, nie przyniosły żadnych zmian w konsekwentnej i nieustępliwej polityce germanizacyjnej państwa niemieckiego. Miały one jednak ogromne znaczenie we wzroście świadomości narodowej w niższych warstwach społeczeństwa polskiego. Dzięki szerokiej akcji informacyjnej sprawa polska stała się głośna w całej Europie, a także w USA. Opinia publiczna potępiała brutalne działania władz niemieckich, co utwierdzało strajkujących w słuszności ich działania. "Strajki szkolne były również okazją do zamanifestowania przez część zamieszkujących na Pomorzu Kaszubów swego stosunku do mowy i tradycji polskiej. Ta grupa etniczno-kulturowa, rodzima ludność Pomorza uważana przez Prusaków za mniejszość narodową o nastawieniu proniemieckim, najliczniej zaprotestowała przeciwko językowi niemieckiemu na lekcjach religii zarówno przez udział w akcjach petycyjnych, jak i przez strajki dzieci w szkołach. [...] Robotnicy, rzemieślnicy i chłopi stojący na gruncie solidaryzmu społeczno-narodowego nie byli zdolni do prowadzenia konsekwentnej walki z pruską przemocą, ale udowodnili, że konsolidacja elementu polskiego była procesem stałym. Ich opór wyrażany za pomocą strajku dzieci w szkole spowodował wejście najniższych warstw społecznych w sferę życia narodowego, gdzie ich przedstawiciele stawali się partnerami elit dotąd kierujących polskim życiem stowarzyszeniowym i ruchem narodowym". Warto zauważyć, że w tym samym czasie doszło w zaborze pruskim również do innego rodzaju akcji plebejskiego oporu wobec państwa, które w wyniku nowelizacji ustawy osadniczej (1904) dyskryminowało chłopów pochodzenia polskiego utrudniając im budowę nowych domów na własnej ziemi (tzw. drzymalici), a na lokalnych trybunów ludowych wyrosły takie postacie jak chłop Antoni Abraham czy drobny kupiec i rzemieślnik (także pochodzenia chłopskiego) Tomasz Rogala.

## Upamiętnienie

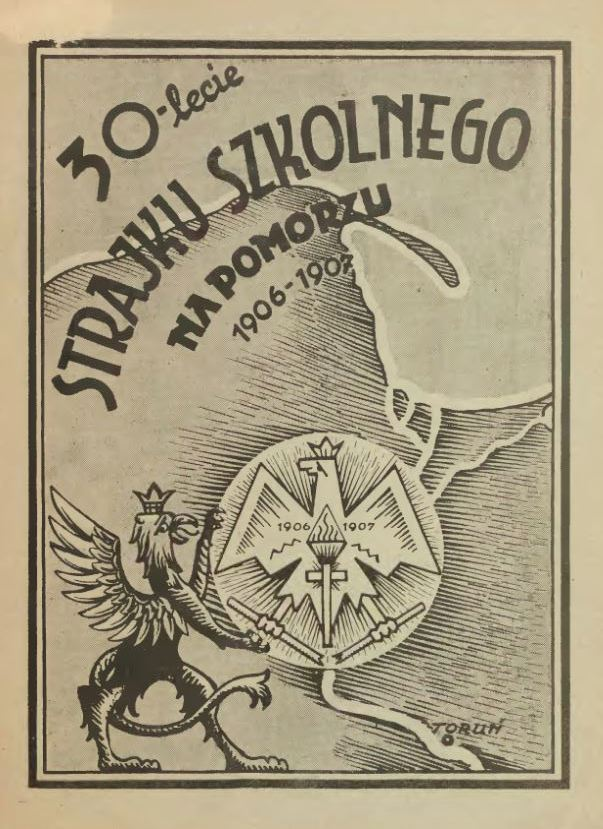
Okładka okolicznościowego wydawnictwa na 30-lecie strajków szkolnych na Pomorzu (1937).

W trzydziestolecie strajków szkolnych, już w wolnej Polsce, w dniach 2-3 maja 1937 r. w Czersku miał miejsce zjazd ich uczestników, na który przygotowano niewielkie okolicznościowe wydawnictwo.
W 1962 r. w Kasparusie (pow. starogardzki) wystawiono pomnik "Obrońcom mowy polskiej", w 55-lecie strajku szkolnego w tej miejscowości.
W 1966 r. głaz z tablicą upamiętniającą 60-lecie strajku szkolnego wystawiono przed szkołą w Skórczu przy ul. J. Hallera.
W listopadzie 2022 r. w szkole podstawowej im. Rodzimych Bohaterów II Wojny Światowej w Załakowie (gm. Sierakowice) odsłonięto tablicę upamiętniającą strajk szkolny z 1906 r.
Zwraca uwagę fakt, że ten masowy ruch protestacyjny, który objął niemal cały zabór pruski, doczekał się na Pomorzu tylko dwóch skromnych upamiętnień w latach 60. XX w., co należy wiązać z intensywną polityką historyczną ówczesnych władz komunistycznych PRL pod kierownictwem W. Gomułki. Ponowny wzrost zainteresowania tematyką strajków szkolnych w Prusach Zachodnich można zaobserwować współcześnie, o czym świadczy kilka nowych wydawnictw na ten temat.